# Sitios Ramsar de Francia

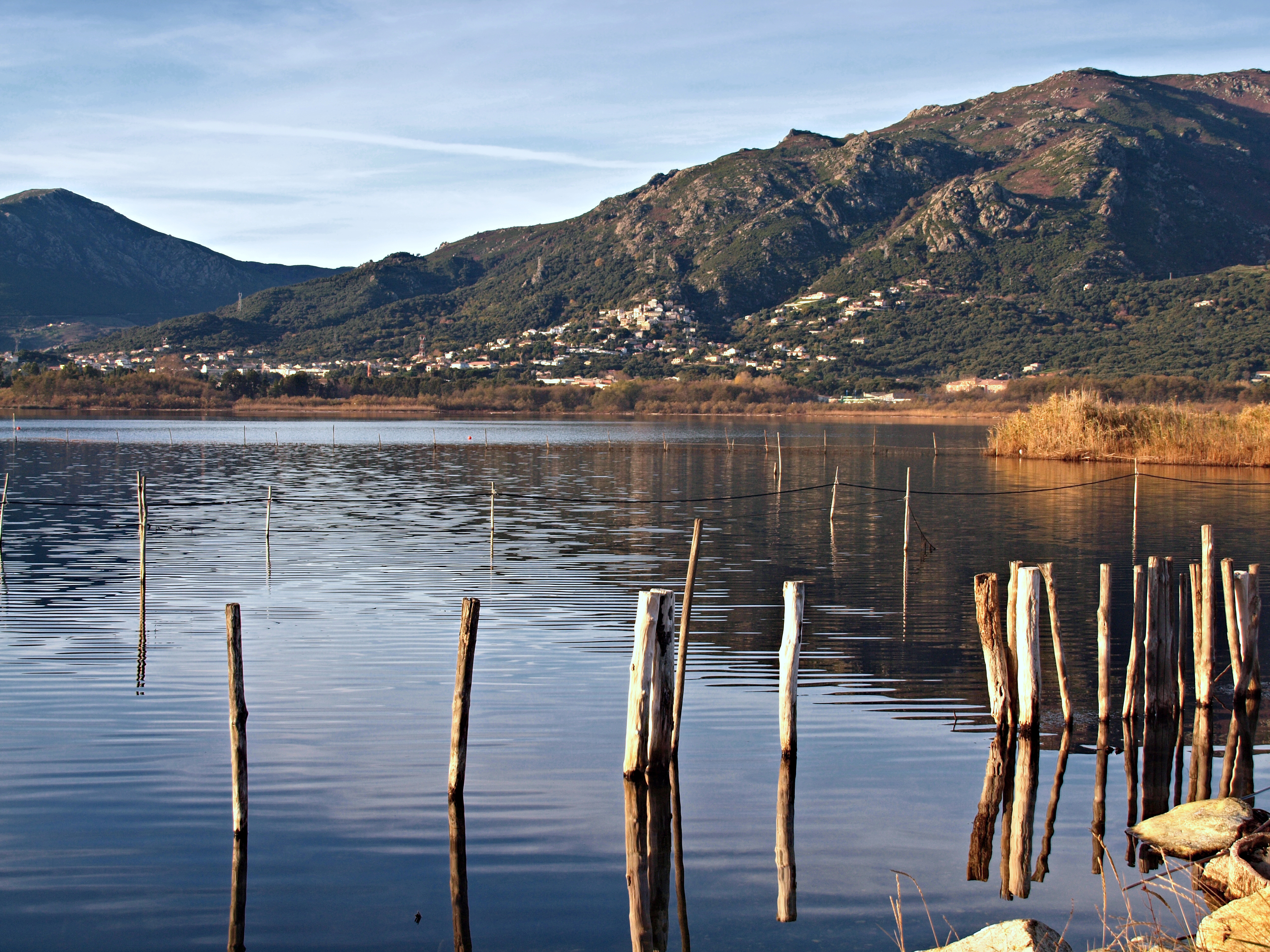
Laguna de Biguglia, en la desembocadura del río Bevinco, en Córcega, frente al mar Tirreno.

En 2022, en Francia, hay 52 sitios Ramsar que ocupan 37.515 km2 en la metrópoli y en ultramar, donde hay seis. La palabra étang no se puede traducir como estanque, pues hace referencia a una superficie de agua rodeada de tierra, menor que un lago pero más grande que una balsa o una charca. Muchos lagos pirenaicos reciben el apelativo en francés de étang, y se suele traducir como lago o laguna (aunque laguna se usa para zonas costeras y superficies de poca profundidad, que suele ser el caso de los sitios Ramsar).

## Sitios Ramsar en la Francia continental

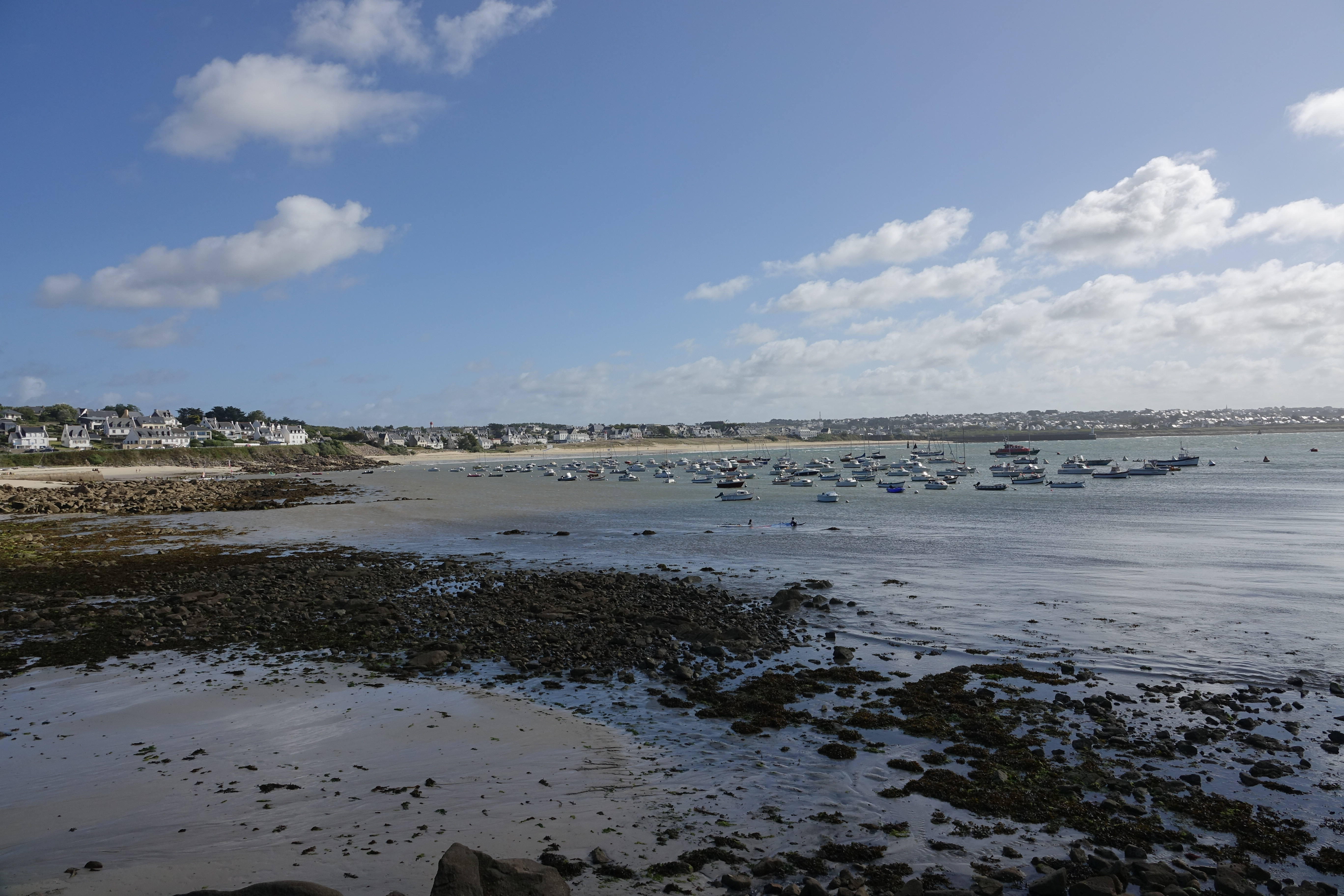
Bahía de Audierne

- Bahía de Audierne, 24 km2, 47°52'08"N 04°21'18"W, en el departamento de Finisterre, en la región de Bretaña. En el extremo oeste y punta sur de Bretaña, es una zona húmeda costera con acantilados, llanuras de marea, lagunas de agua dulce y dunas. Posee dos lagunas grandes: Kergalan y Trunvel. Fue la 51 zona húmeda de Francia en ser considerada sitio Ramsar. Es una vasta llanura de unos 40 km de largo formada por la acumulación de sedimentos marinos al pie de la antigua línea de costa, desde la punta de Raz hasta el cabo Caval (Bigouden), al sur. Asocia hábitats naturales secos y húmedos con depresiones inundadas en invierno que transforman un paisaje de dunas en una serie de mares interiores, separadas del océano por un cordón litoral. Hay más de 1000 especies animales y entre ellas 300 especies de aves, entre las que destacan el chorlitejo grande, el bigotudo y el aguilucho lagunero.[1]

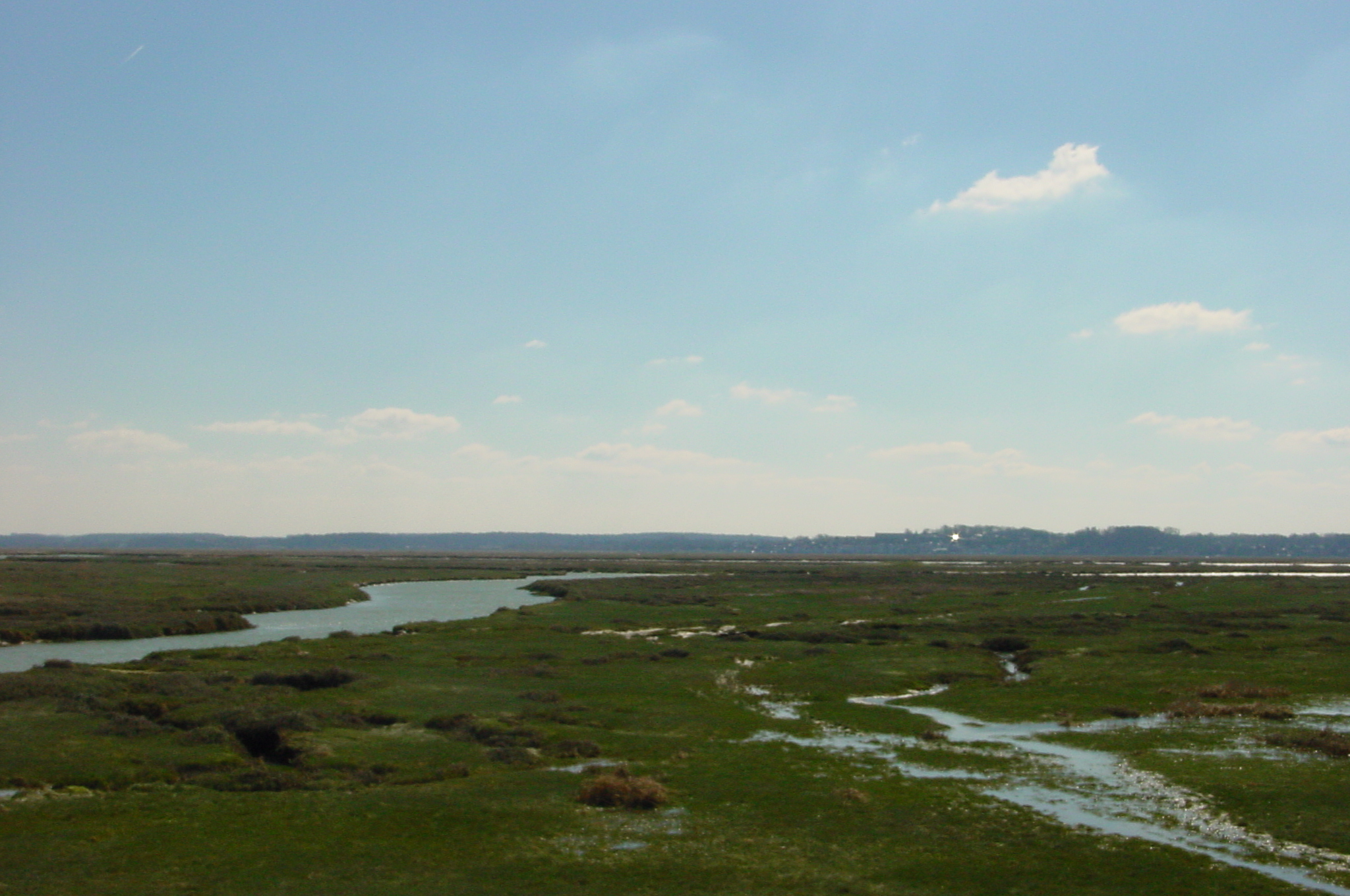
Praderas salinas en la bahía del Somme.

- Bahía del Somme, 190 km², 50°13′N 01°35′E. Es el estuario más grande del norte de Francia. Está compuesto por vastos arenales, llanuras de marea y herbazales. Se han identificado 365 especies de aves. Durante el periodo invernal, se mantiene aquí el 1 % de la población de ánade rabudo, cuchara común y tarro blanco. Hay unas 275 especies de plantas, entre ellas varias raras como la orquídea Liparis loeselii. Hay dos centros de estudio en el lugar, uno de ellos es la Maison Ramsar de la baie de Somme.[2] El sitio está amenazado por la caza, el drenaje, las especies invasoras, la polución y las actividades recreativas.[3]

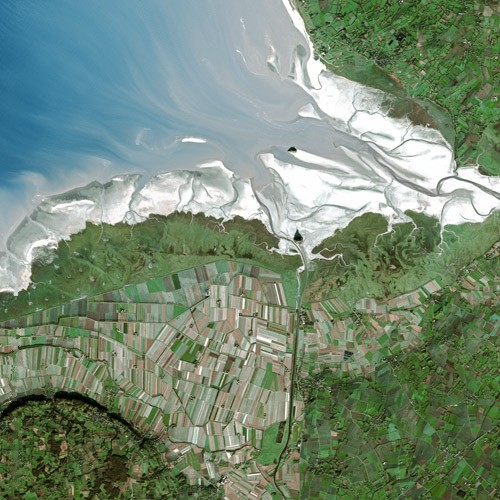
Bahía del Monte Saint-Michel vista desde el aire

- Bahía del monte Saint-Michel, 620 km2, 48°39′N 01°36′W. En la Baja Normandía, en Bretaña. Amplias marismas con una morfología diversa: lechos arenosos con bivalvos, arrecifes de Sabellaria alveolata, islotes rocosos, riscos y dunas. Es uno de los mejores ejemplos de sedimentación del Cuaternario. Es el mejor sitio de Francia para la planta de suelos arenosos salinos Halimione pedunculata. En el lugar hibernan unas 100.000 aves acuáticas, entre ellas, el ostrero euroasiático, el correlimos gordo y el correlimos común. En el mar, se encuentra el delfín mular y a veces la foca común.[4]

- Valles bajos angevinos. La palabra angevino se refiere al antiguo ducado de Anjou, en la región de los Países del Loira, en el centro-oeste de Francia, junto a la ciudad de Angers.[5] El sitio es una vasta llanura formada por la confluencia de cuatro ríos. Comprende una serie de praderas húmedas dominadas por varias comunidades de plantas de humedal y grupos dispersos en hileras de sauces y fresnos. En invierno, las praderas se transforman en lagos por la entrada de aguas de los ríos Maine, que se forma por la confluencia del Mayenne y el Sarthe, y el Loir, afluente del Sarthe. Durante las crecidas aparecen especies migratorias, como las anguilas. Entre las aves, aparecen el ganso común, el ánade rabudo, la aguja colinegra y al guion de codornices. Entre las plantas raras, la Stellaria palustris y la Fritillaria meleagris o tablero de damas, por el dibujo a cuadros de las flores.[6][7]

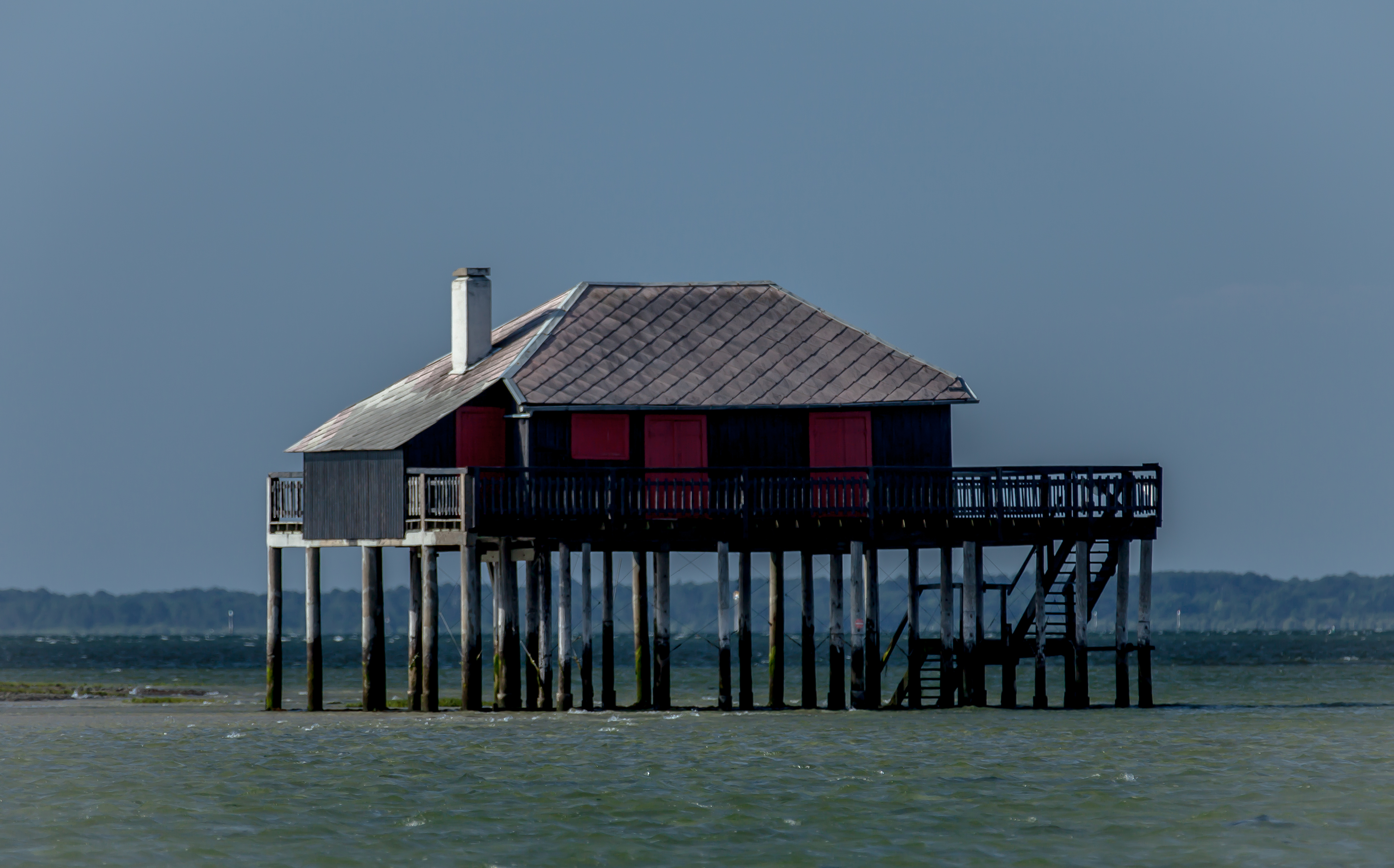
Bahía de Arcachón

- Bahía de Arcachón-Sector del delta del Leyre. El río Leyre o Eyre se encuentra en las Landas de Gascuña, su delta cubre unas 3000 hectáreas de la bahía de Arcachón, un mosaico de hábitats.[8]

- La Camarga, 850 km2, 43°30′N 04°30′E. Es el delta del río Ródano, con vastas extensiones de lagunas permanentes y estacionales, lagos, y charcas intercaladas con extensas praderas de Salicornia, pantanos de agua dulce y complejos de dunas.

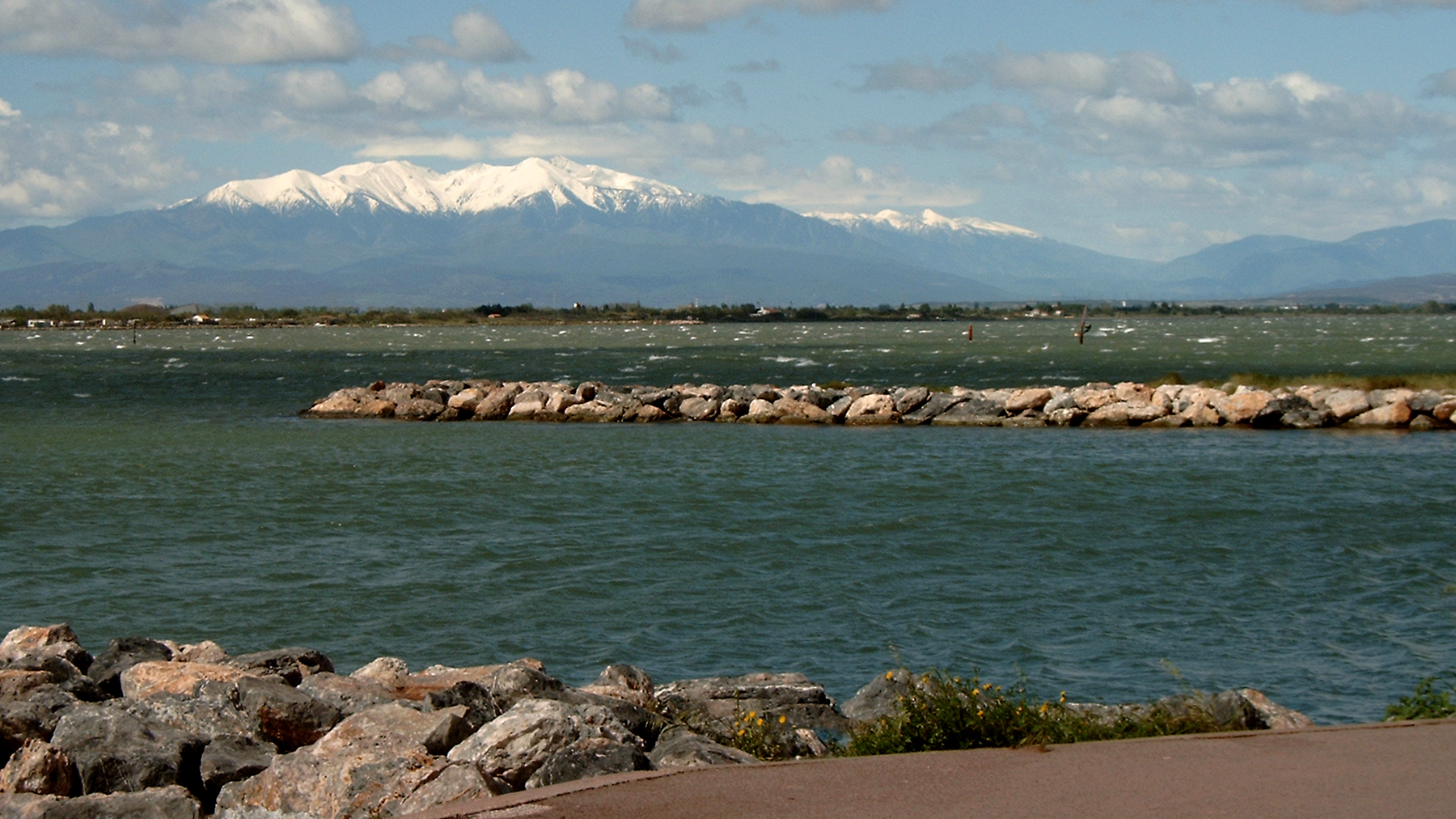
Laguna de Salses, con el Canigó al fondo.

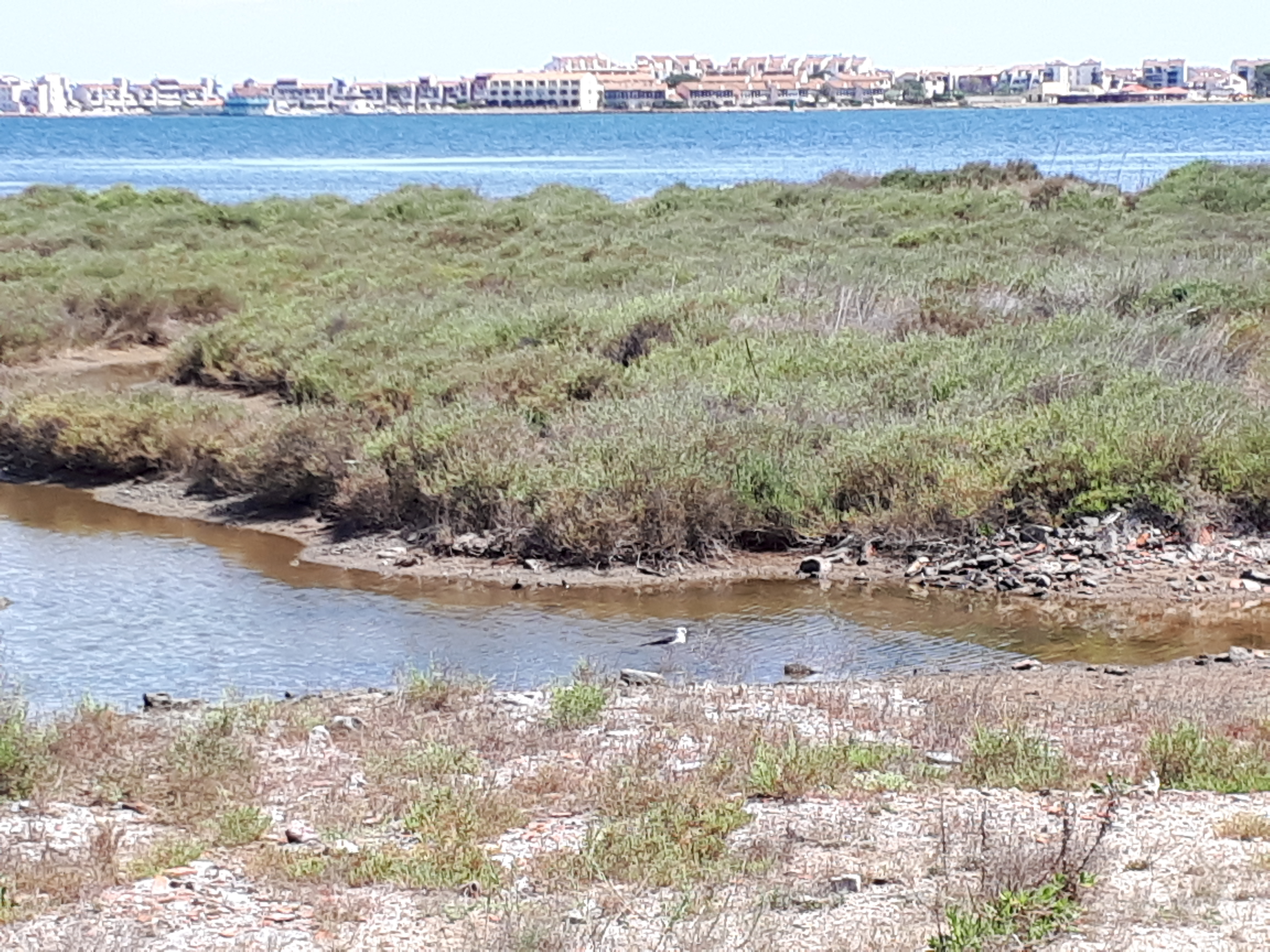
Cigüeñuela común en la laguna de Leucate, con Barcarès al fondo.

- Laguna de Salses y de Leucate (Étangs de Leucate), 76,4 km2, 42°50′N 02°59′E. Laguna costera del litoral de Languedoc. Está situada entre el Golfo de León, las Corberas marítimas (fachada oriental de las Corberas), el cabo de Leucate, las Corberas catalanas (extremo sudeste de las Corberas) y la Salanca, y bordeada por las comunas de Leucate, Fitou, Le Barcarès, Saint-Laurent-de-la-Salanque, Saint-Hippolyte y Salses-le-Château. La laguna, de 54 km2, está formada por dos cubetas, una al norte (Leucate), con 2 m de profundidad media, y otra al sur (Salses), con 1 m de profundidad, unidas por un ancho canal con 3,7 m de profundidad máxima, además de una ensenada en el extremo norte, Paurel. Las dos cubetas están separadas por la frontera entre el Aude y los Pirineos Orientales, materializada en el islote de Rascasse. La laguna está separada del mar por un estrecho cordón litoral y alimentada de agua dulce por dos surgencias kársticas en las Corberas marítimas, una de ellas, la fuente Estremera, en Salses, junto a la autopista La Catalana. Está abierta al mar por tres graos con puertas (Leucate, Port de Leucate y Saint-Ange). Entre las aves, se encuentran la agachadiza común y el zarapito real. Entre las tortugas, el galápago europeo, así como el murciélago ratonero patudo y numerosos peces, entre ellos la anguila.[9][10]

- Lagunas de la Champaña húmeda. En la región de Gran Este, antes Champaña-Ardenas. Es el sitio Ramsar más grande de la Francia metropolitana. La Champaña húmeda es una gran región que se extiende, en el centro-norte de Francia, en un arco de círculo desde la Argonne, al norte, al país de Othe, al sur, y la Champaña de yeso, al oeste, y la Costa de Champaña o de Bar, al este.[11]

- Lagunas de la Pequeña Woëvre, 53 km2, 49°01'59"N 05°48'E. Parque natural regional en la Woëvre, una región natural del nordeste de Francia, en la Lorena. Una parte de la red hidrográfica que alimenta el lago de Madine ha sido modificada desde la Edad Media construyendo diques para criar peces.

Lagunas palavasianas en el Hérault

- Lagunas del Lindre, bosque de Romersberg y zonas adyacentes, 53 km2, 48°46'59"N 06°48'E. Lindre es una región del nordeste francés dividida en las comunas de Lindre Bajo y Lindre Alto, donde destaca la laguna de Lindre, la mayor laguna artificial de Francia, de 6,2 km2, formada por una veintena de lagunas de tamaño variable a lo largo de una densa red de arroyos que drenan una zona de 103 km2. Forma parte de un conjunto de 134 lagunas en el llamado país de las lagunas o pays des étangs típico de la Lorena.

- Lagunas palavasianas, 58 km2, 43°30′N 03°51′E. Sucesión de lagunas costeras unidas entre sí, en el sudeste francés, en el departamento de Hérault, al sur de Montpellier, desde la comuna de Pérols hasta Frontignan, en la región Languedoc-Rosellón,. En la costa, en la barra que separa las lagunas del mar, se encuentra la localidad de Palavas-les-Flots, que da nombre a las lagunas con su gentilicio, palavasiens en francés.

- Golfo de Morbihan, 230 km2, 47°34′N 02°47′W, en Bretaña, en el departamento de Morbihan. Es un mar interior de una longitud este-oeste de unos 20 km y unos 15 km de norte a sur, sembrado de islas e islotes que se abre en la bahía de Quiberon. Forma parte del Parque natural regional del golfo de Morbihan. Engloba 29 comunas. Es un complejo casi cerrado de estuarios y pequeñas bahías con marismas salinas en la boca de tres ríos. Expuestas a las mareas bajas, vastas ciénagas conectan la bahía con el océano Atlántico. Las llanuras de marea son importantes para prevenir la erosión y son la base de la productividad de los humedales. Acogen amplios lechos de la planta acuática Zostera y una gran densidad de invertebrados. En el sitio hibernan unas 100.000 aves acuáticas. Las granjas producen unas 10.000 toneladas de ostras.[12]

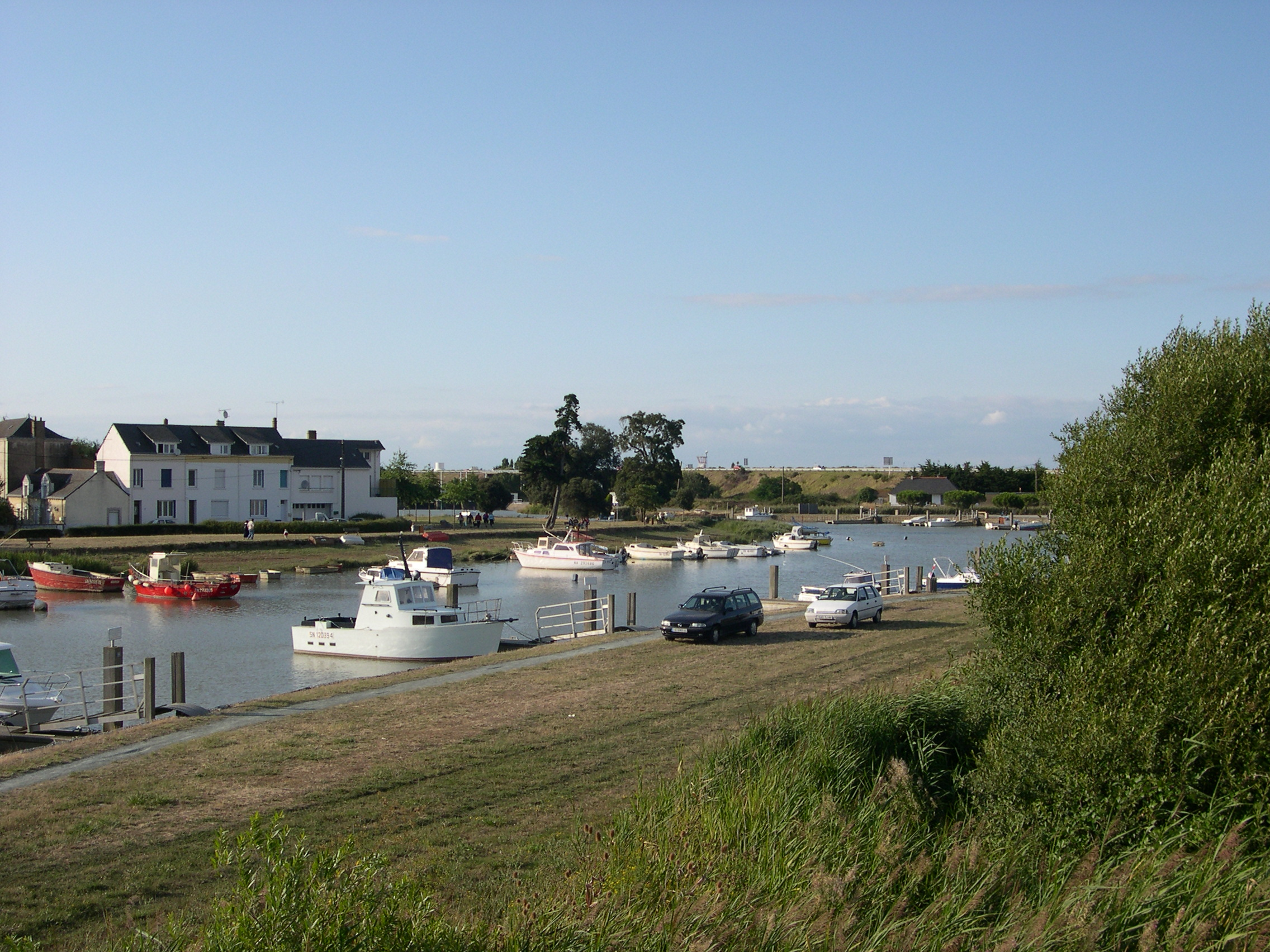
El río Brivet, por donde desagua el Grand Brière.

- Gran Brière, 190 km2, 47°22′N 02°10′W. Es una marisma de la costa atlántica de Francia, en los Países del Loira, al norte del estuario del Loira. Antes, era un golfo, como el de Morbihan, tiene unos 30 km de este a oeste y unos 20 km de norte a sur. Los sedimentos acabaron por convertir el golfo en una marisma cerrada, abierta solo por un emisario, el río Brivet. Coincide con el Parque natural regional de Brière, que tiene 548 km2. Turberas, ciénagas. carrizales, llanuras de inundación, estrechos de agua dulce y canales. Son las segundas marismas más grandes de Francia después de la Camarga. El complejo se usó para la extracción de turba pero esta se abandonó hace tiempo y ha sido colonizado por vegetación amante de los prados húmedos, carrizos, sauces y olmos, que reducen las zonas de aguas abiertas. Es importante para la nutria.[13]

- Impluvium de Evian, 32,75 km2, cerca de la frontera suiza, en el corazón de la meseta donde tiene su origen la popular marca de agua mineral Evian, en la región de Auvernia-Ródano-Alpes. Un impluvium es un sistema de captación de aguas pluviales de la época romana. En este caso, se aplica el nombre a la meseta de Gavot, donde la nieve y la lluvia se almacenan, se filtran lentamente a través de varias capas geológicas a una velocidad de 300 metros anuales y emergen al cabo de un mínimo de 15 años. La meseta, de unos 35 km2 y entre 630 y 950 m de altitud (aunque rodeada de cimas que superan los 2000 m, como el Dent d'Oche, de 2221 m, al sudoeste), está cubierta de  bosques y prados naturales, con un diez por ciento de humedales por los que se filtra el agua que emerge a unos 400 m, originalmente en el manantial Cachat, en Évian-les-Bains, junto al Lago Lemán.[14]

- La Brenne, 1400 km2, región y parque natural regional conocido por sus lagos artificiales, en la región de Centro-Valle del Loira. En 2016 había unas 3000 charcas y lagunas en esta amplia meseta llena de humedales, bosques, brezales, prados y eriales.

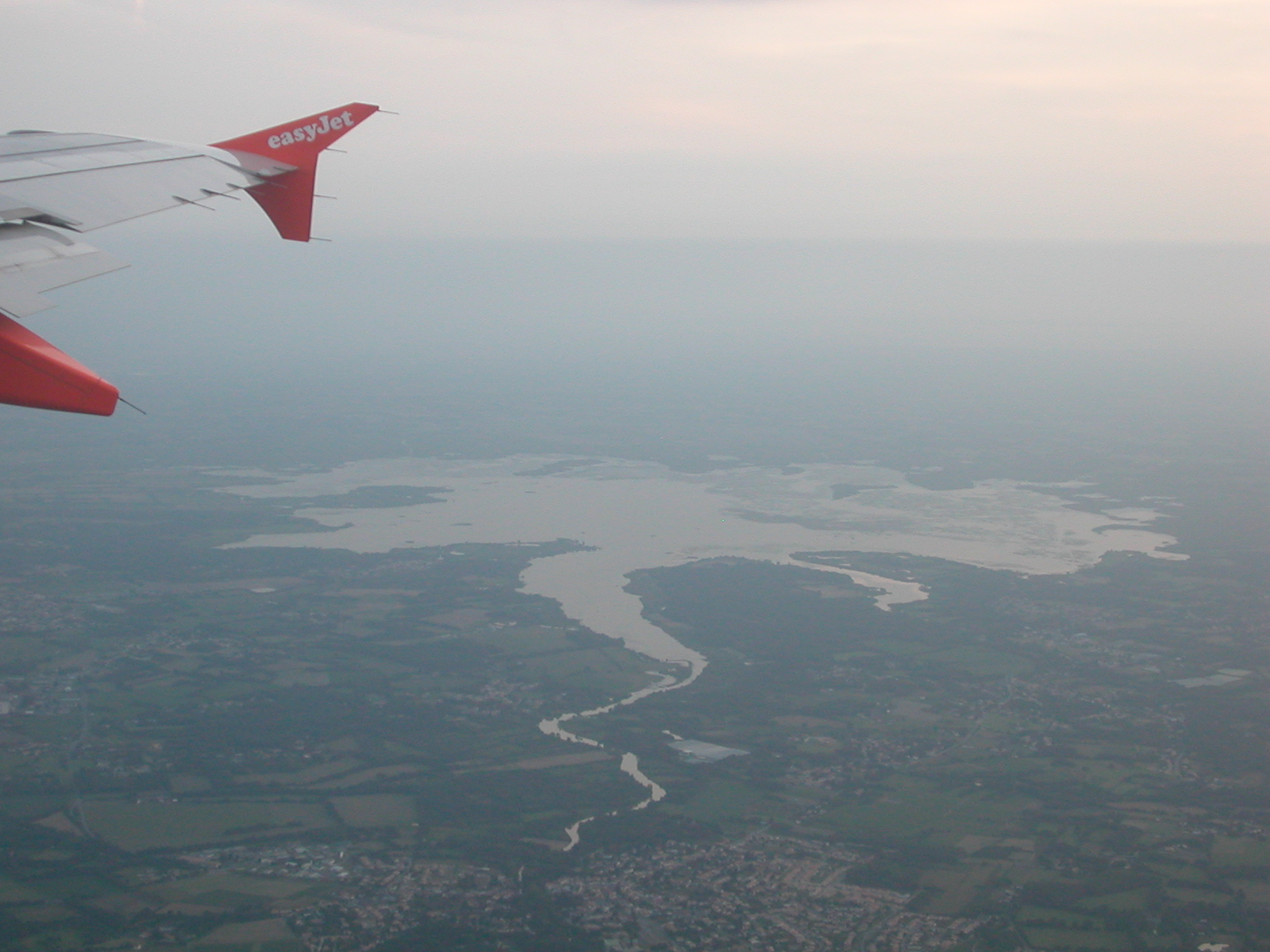
Lago de Grand Lieu visto desde el aire.

- Lago de Grand-Lieu. Lago de llanura de 63 km2 en el departamento del Loira Atlántico, al sudoeste de Nantes. Reserva natura. Es un lago poco profundo que fluctúa según las condiciones climáticas, dominado por platas acuáticas y tres grandes arboledas. El lago, natural, fue modificado en la década de 1960 por la polución agrícola y los residuos urbanos que aumentaron notablemente los nutrientes, Hay unas 200 especies de aves, de las que 110 anidan y numerosas anátidas que pasan el invierno en la zona, además de unas 500 especies de plantas.[15][16]

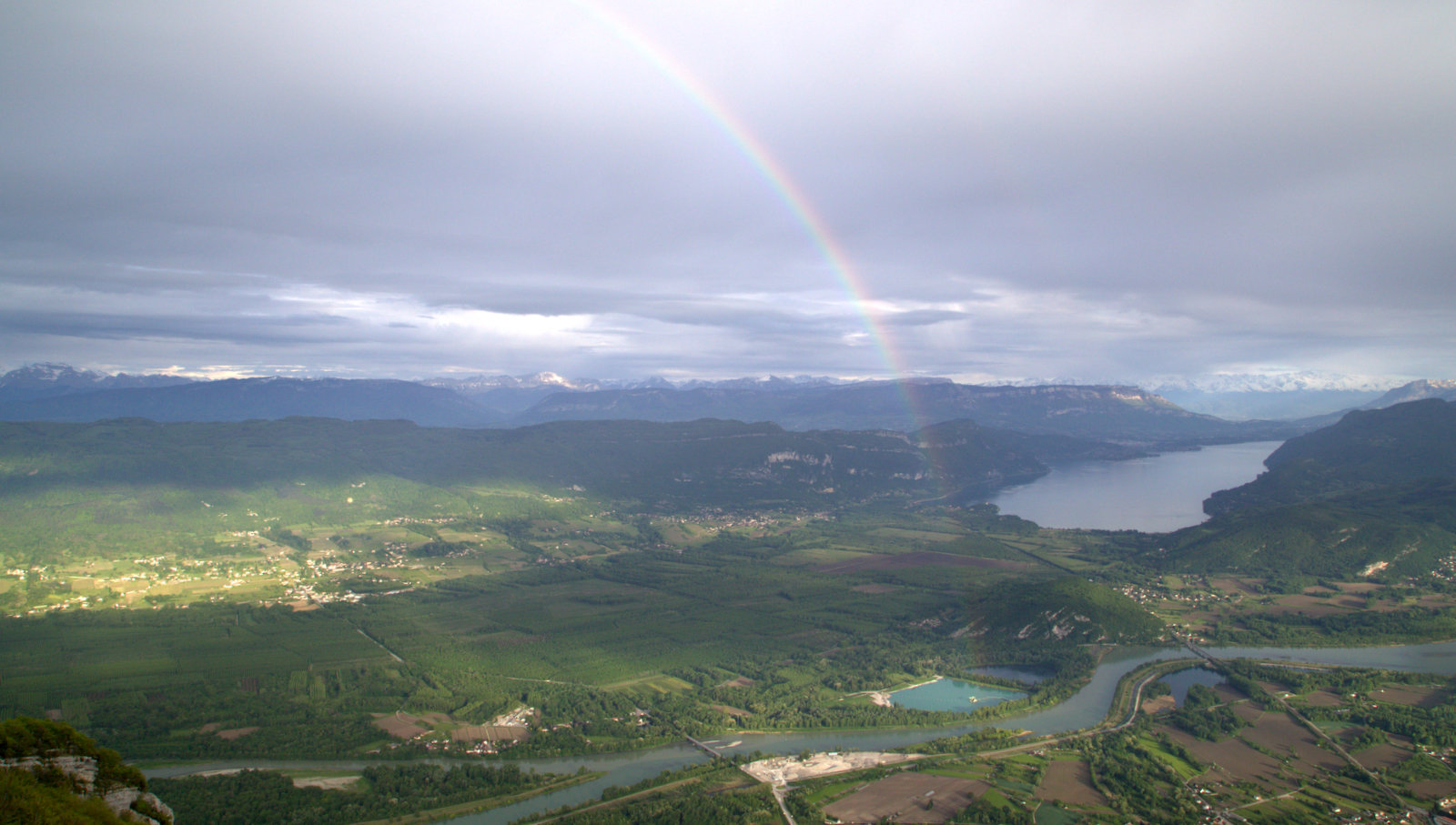
Lago de Bourget y parte meridional de la Chautagne.

- Lago de Bourget-Pantano de Chautagne, 55 km2. El lago de Bourget es el mayor lago natural de origen glacial de Francia, situado al norte del departamento de Saboya, en la región Auvernia-Ródano-Alpes. La Chautagne es una pequeña región natural francesa en una antigua cubeta glaciar cuyo fondo plano se convirtió en una llanura aluvial llena de pantanos. Estos se drenaron para plantar alamedas, pero aun se conservan unos 17,7 km2 de pantanos o humedales colindantes con el Lago Bourget, de 45 km2.

- La pequeña Camarga, 370 km2, 43°30′N 04°15′E. También denominada Camarga Gardiana, es la parte de la región de Camarga que se halla situada al oeste del Pequeño Ródano. Charcas costeras, lagunas salobres y marismas alimentadas por ríos cortos. Incluye ciénagas con carrizales, estepas de Salicornia, vetegación halófita, bosques costeros y panes de sal. Las algunas costeras poco profundas son propicias para la cría de peces y la pesca. Hay ruinas romanas y medievales, se practica la pesca, la ganadería, la extracción de turba, la producción de frutas, la extracción de sal y la reforestación. La estación ecológica de la Tour de Valat[17] es el centro de investigación de la zona.[18]

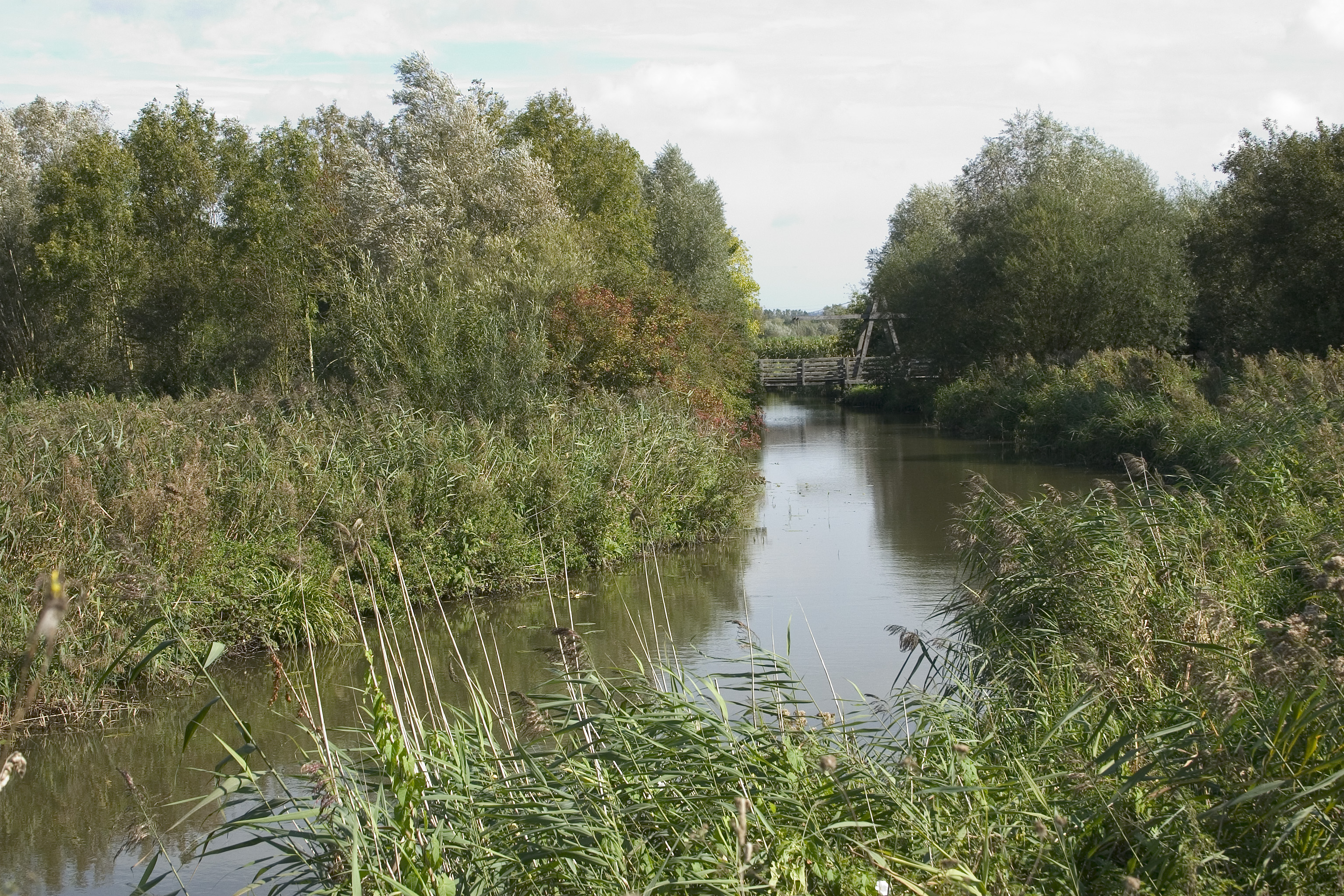
Reserva natural de Romelaëre.

- Pantanos del Audomarois, 37 km2, 50°46'53"N 02°15'38"E. Es también reserva de la biosfera de la Unesco. El Audomarois es una región natural de Francia, principalmente hortícola, en el Paso de Calais. Etimológicamente, audomarois se refiere a los habitantes de Saint Omer y del marais audomarois o pantano audomariense, que se extiende a lo largo de 15 comunas y posee 13.000 parcelas con 5000 propietarios, así como 1050 ha de praderas húmedas, 436 ha de huertas y 171 ha de humedales. Fue una turbera inundada por el mar en tiempos carolingios, explotada por la turba y drenada, hasta que en el siglo XX se dedicó a huertas. Combina una elevada biodiversidad con una urbanización muy intensa. A lo largo de 13 siglos se han construido 700 km de canales, canales de drenaje y sistema hidráulicos para controlar el nivel del agua. Posee un tercio de las plantas acuáticas de Francia y 26 especies de peces, incluida la anguila, así como 13 especies de murciélago. Comprende la Reserva natural nacional de las lagunas del Romelaëre.[19]

- El Pinail, 923 ha, 46°41′N 00°30′E. Reserva natural nacional al nordeste del bosque de Moulière, en la región de Nueva Aquitania, es un complejo único de lagunas y turberas, landas y praderas húmedas, bosques de hoja ancha y resinosos que se extiende a lo ancho de una meseta de 923 ha entre dos cursos de agua, el Vienne y el Clain. Es un ejemplo de las llamadas landas poitevinas, de la antigua región francesa de Poitou, con un arbusto característico, Erica scoparia. La zona comprende más de 7500 lagunas resultantes de la extracción de roca silícea entre los siglos IX y XIX para la fabricación de muelas de molino.[20]

- Lagunas de Villepey, 255 ha. Lagunas supervivientes en la larga zona urbanizada que hay entre la Camarga y la frontera de Italia, en la Costa Azul. Las lagunas se encuentran en el delta del río Argens, por las divagaciones del río a lo largo de los siglos y las extracciones de arena. la zona cumple los requisitos para ser una marisma: posee intercambio de agua dulce y salada y un mosaico de ecosistemas, balsas, lagunas, estuarios, llanuras de marea, praderas húmedas y secas, dunas, bosque de ribera y pinares. Hay unas 220 especies de aves, entre ellas el carricero tordal.[21]

- Lagunas litorales narbonenses, 123 km2. Parque natural regional, con cinco lagunas costeras que, aunque están alimentadas por agua dulce, están conectadas con el mar; de hecho, son las últimas conexiones activas con el mar de la costa mediterránea francesa. Las lagunas se caracterizan por amplias zonas de vegetación lacustre y un gradiente salino que crea una amplia diversidad de hábitats, como carrizales, esteras, marismas saladas, estepas salinas y dunas. Destaca la proximidad de hábitats secos y húmedos, especialmente en los islotes calcáreos. La extracción de sal se realiza desde la Antigüedad. Las lagunas se ven amenazadas por las actividades humanas.[22] El frente marino alcanza los 42 km de litoral, la mayor parte del cordón litoral, pero también del acantilado de Leucate, único mirador en el Aude sobre el Mediterráneo.[23]

- Marisma bretona, bahía de Bourgneuf, isla de Noirmoutier y bosque de Monts, 558 km2, al sur de Bretaña, en la costa atlántica. La marisma bretona o marais breton, es un humedal situado en el litoral atlántico, en el lugar donde se encuentran las antiguas demarcaciobes de Bretaña y Poitou, ahora País del Loira. La bahía de Bourgneuf, antigua bahía de Bretaña, se encuentra entre el Loira Atlántico y la Vendée. La isla de Noirmoutier se encuentra en el golfo de Vizcaya, en del departamento de la Vendée o Vandea. El bosque de Monts o bosque nacional del País de Monts, es un bosque comunal de pinos sobre la dunas que hay en la costa de la Vendée.

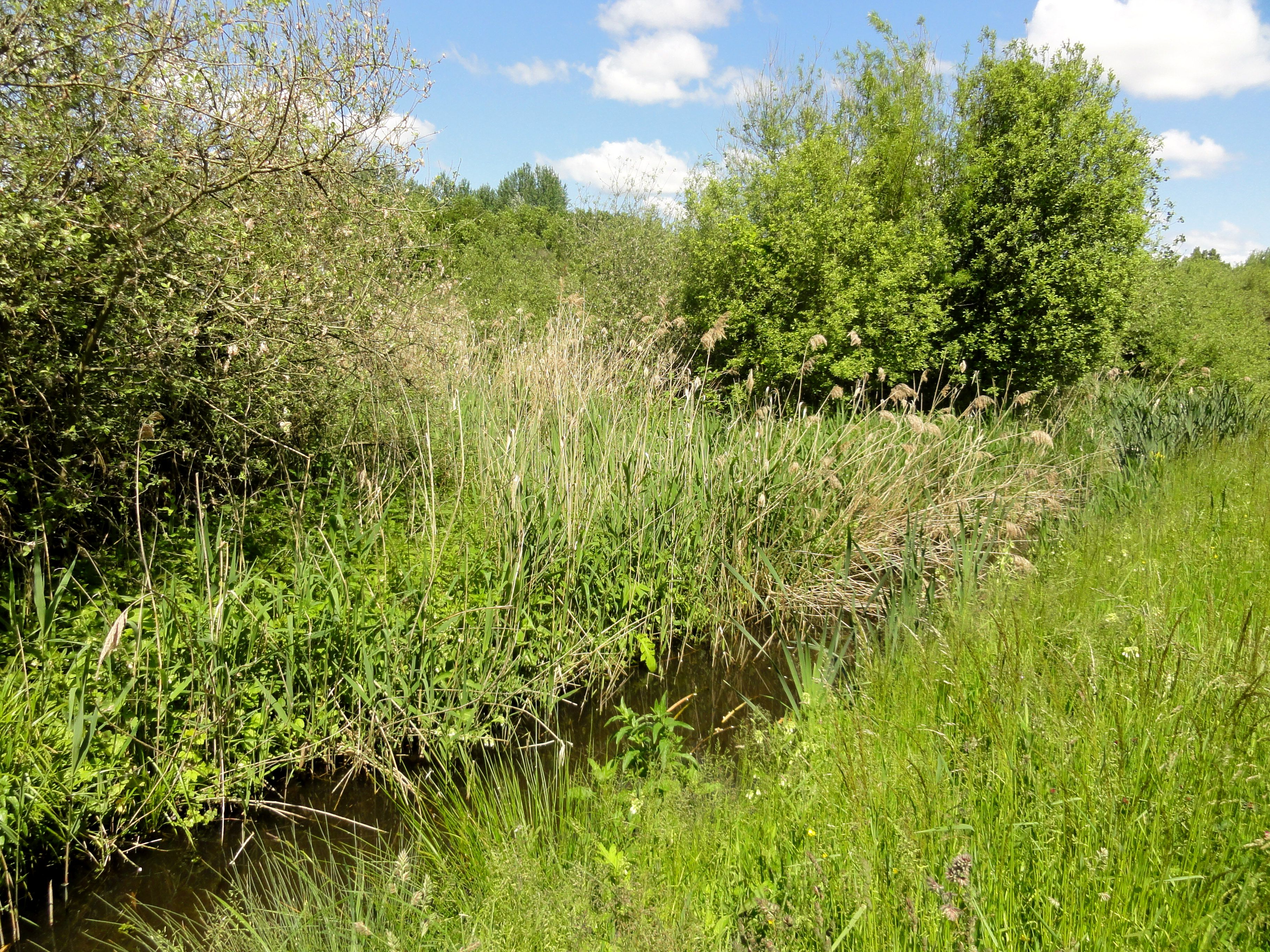
Turberas de Sacy

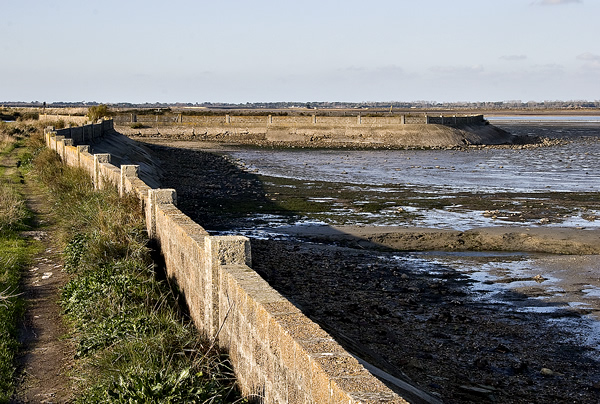
Muro que protege la bahía de Fier d'Ars y marismas de Fier d'Ars

- Humedal y turberas de Sacy, 10,7 km2. Conjunto de lagunas alcalinas al pie de la Isla de Francia, formando un conjunto de turberas de interés florístico y ornitológico en las llanuras del noroeste europeo.[24]

- Marismas de Orx y humedales asociados, 962 ha. Conjunto de humedales, al sur del departamento de las Landas, en la costa atlántica, al norte de Bayona, en Aquitania. Engloba la Reserva natural nacional de las marismas de Orx (775 ha). La marisma presenta forma de cruasán orientado norte a sur y mirando al este, con una longitud de 3,5 km y una anchura de 1,5 km. Está alimentado por los arroyos de Mourmaou y del Molino de Navachon, y por los canales del Moura Blanc y del Moussehoun, y desagua por el río Boudigau. En la zona protegida se han catalogado 247 especies de aves, de las que 137 son migratorias. Destaca la presencia de espátula común, que anida en este lugar. Los humedales asociados están formados por lagunas, charcas, ciénagas, humedales y una red de canales que sirvieron para drenar el lugar en el pasado con fines agrícolas. Hay anguila y visón europeo.[25]

- Marismas de Cotentin y de Bessin, bahía de Veys, 325 km2, 49°22′N 01°10′W. La bahía se encuentra donde se unen los cinco ríos que riegan el Parque natural regional de los Pantanos de Cotentin y de Bessin, en la Baja Normandía, el Aure, el Vire, el Taute, el Douve y el Ay. Reserva de caza y reserva  natural en un extenso complejo de marismas y llanuras mareales asociadas, con prados húmedos y extensas turberas. Se puede decir que hay dos zonas bien definidas, el país bajo, formado por praderas húmedas o inundables, de 0 a 5 m de altitud, con fosas y arroyos que acaban en un estuario donde se encuentran en abundancia ánades y limícolas, entre ellos el ánsar común y la barnacla cariblanca, y el país alto, formado por praderas en un paisajes de bocage normando formado por hileras de árboles entre los cultivos, con dominio del roble común y el fresno.[26]

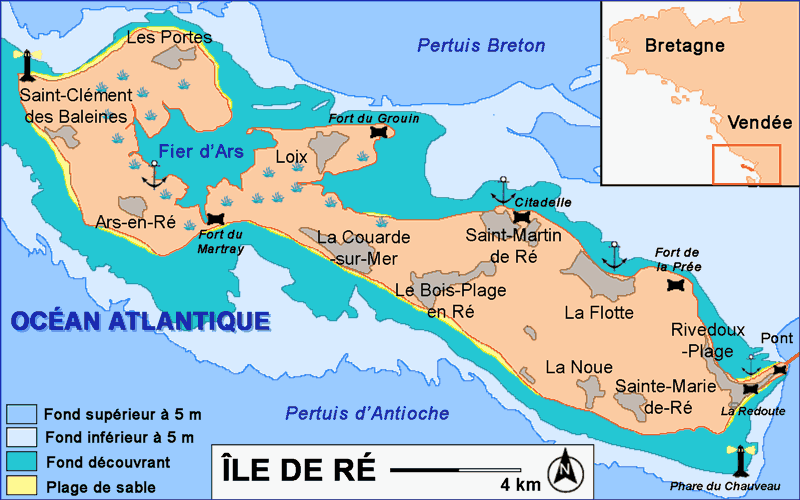
Fier d'Ars en la isla atlántica de Ré.

- Marismas de Fier d'Ars, 44,5 km2, 46°13′N 01°28′W. En la bahía de Fier d'Ars, al oeste de la isla de Ré, en el Atlántico. Un complejo de llanuras de marea arenosas y ciénagas que incluye salares activos y abandonados, pantanos de agua dulce, carrizos, cuencas ostreras, pastos halófitos, dunas activas, dunas arboladas, arenales y roquedos costeros, así como lechos marinos de broza. Hay dos especies endémicas, la planta de las dunas Omphalodes littoralis, y una subespecie del pechiazul, la Luscinia svecica namnetum. En invienro, hay más de 30.000 aves acuáticas, destacando la barnacla carinegra, la avoceta común, el correlimos común y la aguja colinegra. Hay granjas de ostras y se practican todo tipo de actividades turísticas.[27][28]

- Humedales y turberas de los valles del Somme y del Avre, 131 km2, en el lecho de los ríos Somme y su afluente, el Avre, con los pantanos y turberas adyacentes, al norte de París. Forma parte del mayor complejo de turberas alcalinas del noroeste de Europa, con una conservación excelente. Destacan la presencia de la planta herbácea Calamagrostis canescens y de anguila europea. Aquí hibernan especies de aves como el avetoro común y la buscarla unicolor, y crían el avetorillo común, la cerceta común y el aguilucho lagunero occidental.[29]

- Marismas saladas de Guérande y de Més, 52 km2, en el País del Loira, al oeste de Francia, frente al océano Atlántico. Consiste en marismas saladas, llanuras de marea y cinturones de dunas formadas hace nueve mil años. El área protegida tiene un dique para evitar que se inunde durante las mareas. Guérande es un población y comuna en la región de los Países del Loira, en el distrito de Saint-Nazaire, conocido por sus salinas marítimas y sus fortificaciones militares.[30]

- Turbera Vernier y valle del Risle marítimo, 96 km2. Marismas aluviales, llanuras de marea, estuarios, ríos, turberas y una red de diques y agua dulce. La turbera Vernier es un meandro muerto del Sena que forma la turbera más importante de Francia.

- Rin superior/Oberrhein, 224 km2, 48°25′N 07°45′E. Reserva natural nacional en Alsacia que cubre las riberas del Rin en su parte superior a lo largo de 170 km. Cubre bosques pantanosos, humedales, canales y tierras agrícolas.

- Riberas del lago Lemán, 19,15 km2, 46°21'N 06°22'59"E. Reserva natural y reserva de caza. En la antigua región de Ródano-Alpes. Varias zonas separadas  a orillas del lago Lemán, con terrazas aluviales, islas de grava, dunas lacustres, carrizales y parte de los ríos Dranse, Redon, Foron y Vion.[31]

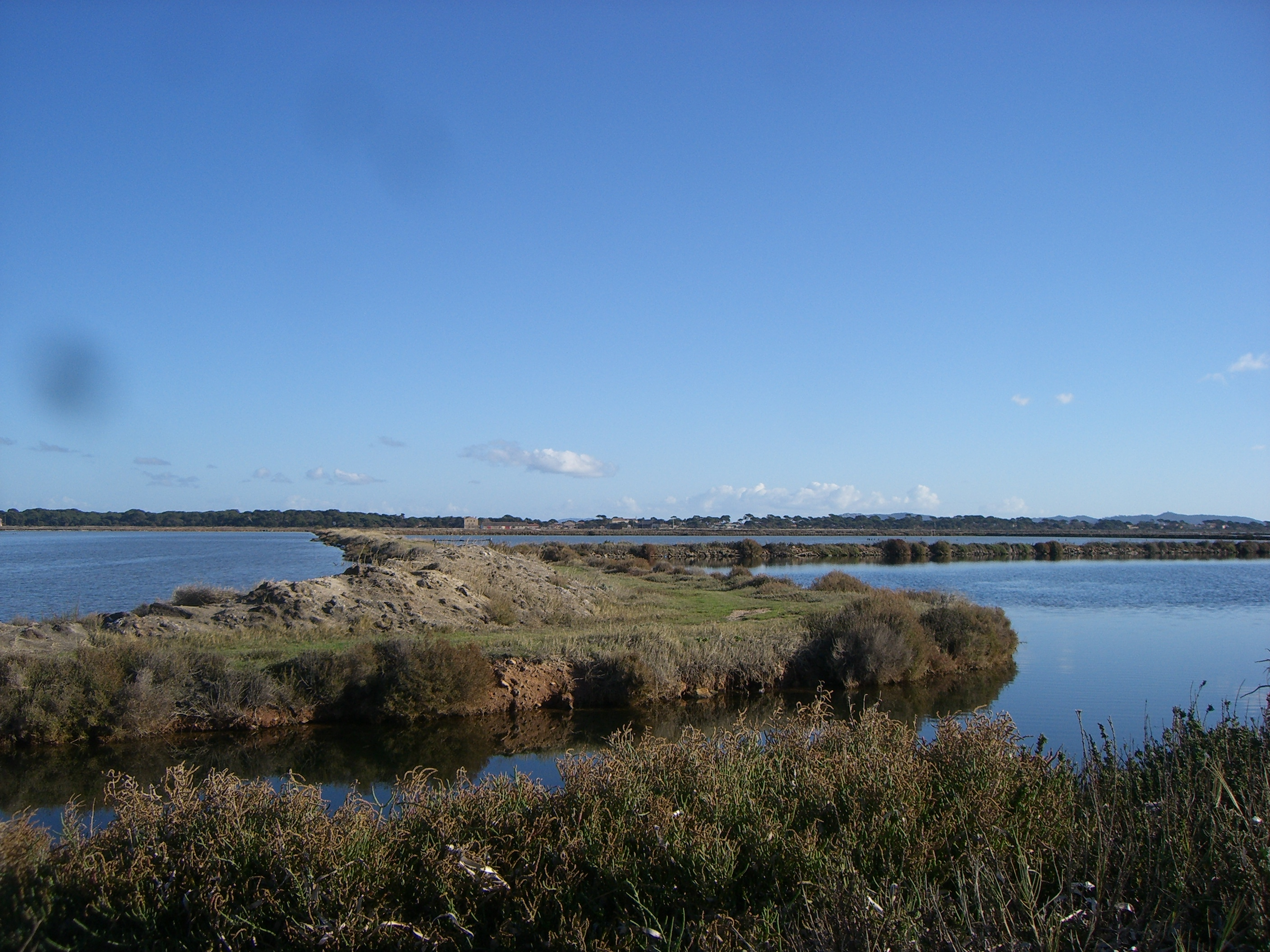
Las Viejas Salinas de Hyéres

- Salinas de Hyères, 900 ha, 43°04'59"N 06°10'59"E. Zona natural de interés ecológico, faunístico y florístico en uno de los mayores humedales de la costa mediterránea, en la región de Provenza-Costa Azul. Consta de dos partes, la salina de Pesquiers (550 ha) y las Viejas Salinas (350 ha). Se han registrado cerca de 300 especies de aves, entre ellas la grulla común, el alcaudón común, la terrera común y la golondrina dáurica. Las salinas fueron explotadas entre 1848 y 1995, dando lugar a un mosaico en hábitats. Es el único lugar continental donde se encuentran el arbusto taray y la Matthiola tricuspidata. Las salinas des Pesquiers o de los Pescadores, están el interior del doble tómbolo de la península de Giens, única en Francia.[32]

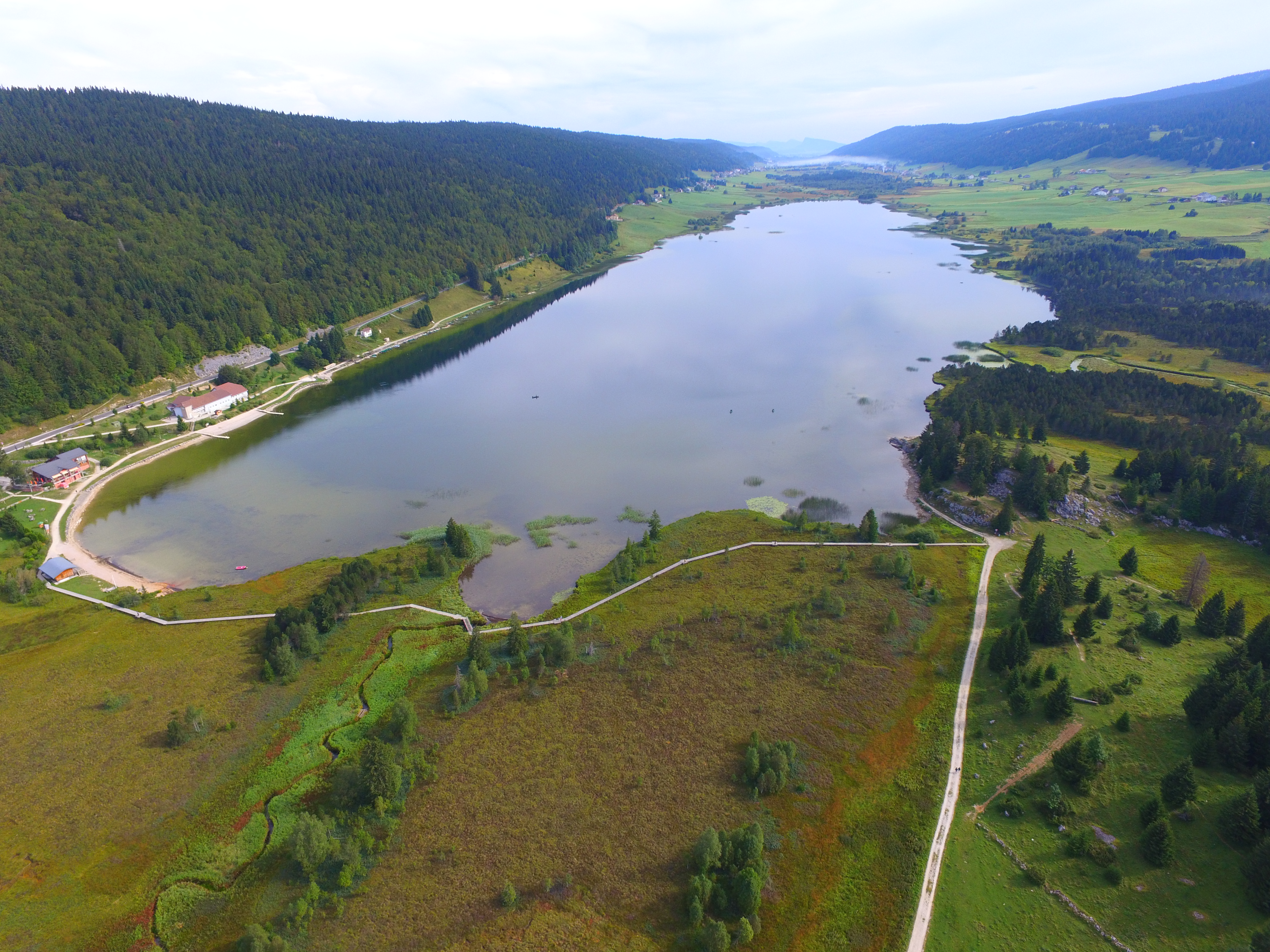
Lago de Rousses, en el conjunto de Turberas y lagos de la montaña del Jura.

- Turberas y lagos de la montaña del Jura, 121,6 km2, 46°42'08"N 06°08'12"E. Son un conjunto de zonas húmedas situadas en los departamentos de Doubs y del Jura, en la región de Borgoña-Franco Condado. Se trata de una extensión de la cuenca del río Drugeon, que tenía 60 km2, ampliada con un conjunto de lagos y turberas a más de 800 m de altitud a lo largo de 65 km entre Verrières-de-Joux, al norte y Saint-Claude, al sur, a lo largo de 52 comunas y la totalidad o parte de 12 sitios de la Red Natura 2000. En conjunto, hay 125 turberas que cubren al menos 1915 ha, y unos 18 lagos, con un total, de 1051 ha.[33][34]

- Valles del Scarpe y el Escault, 276 km2, 50°25'58"N 03°25'27"E. Es el mayor humedal interior de la región de Alta Francia, en la frontera con Bélgica. Contiene un variado mosaico de humedales: lagunas surgidas de hundimientos mineros, ciénagas, turberas, praderas, bosques, regados por una abundante red hidrográfica.[35] Se encuentran aquí diversas especies amenazadas, como la anguila europea, la Rana arvalis y el pájaro carricerín cejudo.[36]

## Sitios Ramsar en Córcega

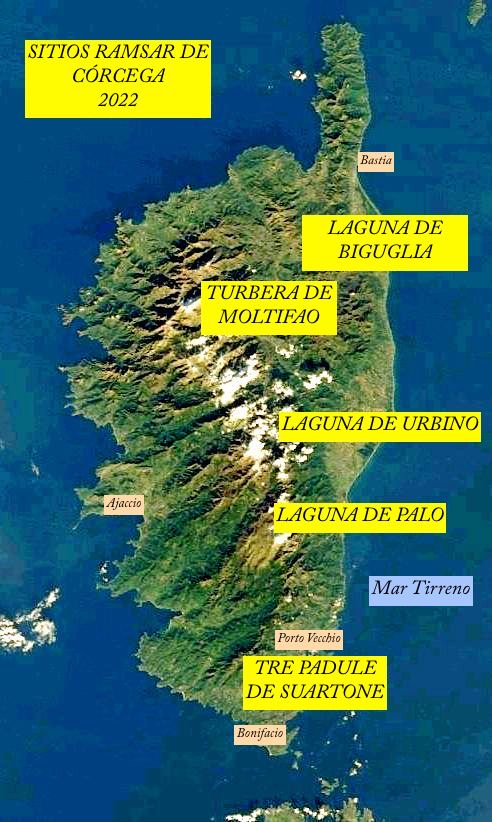
Sitios Ramsar de Córcega

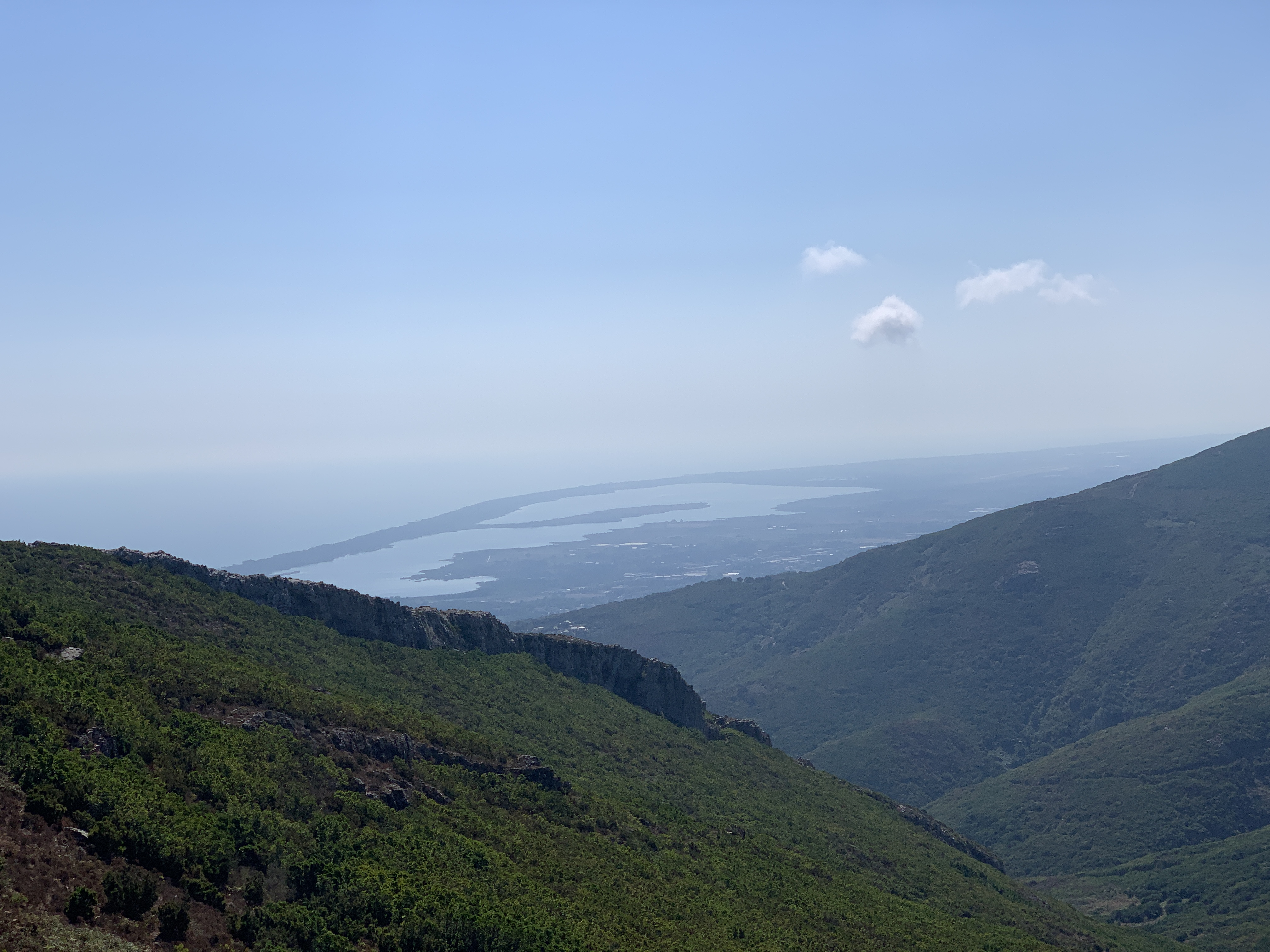
Laguna de Biguglia, en la costa de Córcega

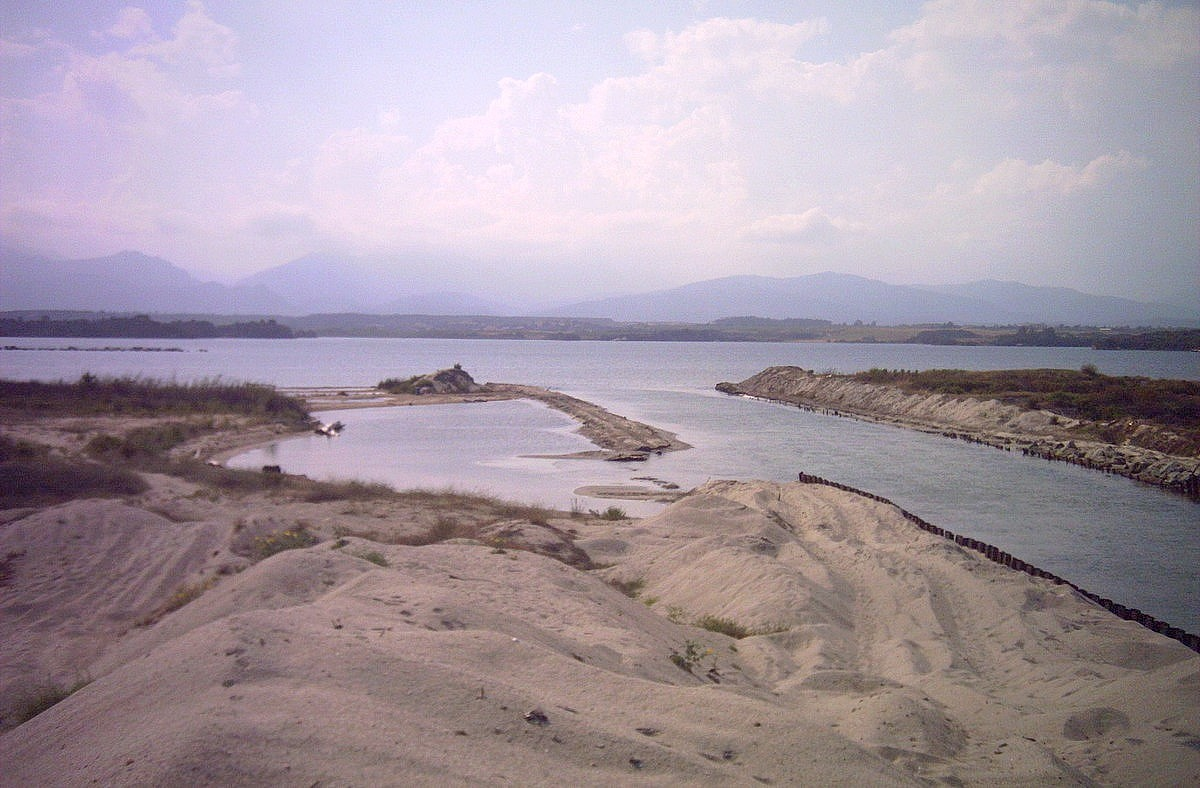
Laguna de Urbino en la Alta Córcega.

- Laguna de Biguglia (Étang de Biguglia), 17,9 km², 42°36’00’’N 09°29’00’’E. En Córcega, en la desembocadura del río Bevinco, frente al mar Tirreno, donde se forma una laguna costera de 14,5 km², dividida en dos partes por la península de San Damiano y separadas del mar por un cordón litoral (el lido de la Marana), convertido en una zona residencial. Se extiende a lo largo de las comunas de Lucciana, Borgo, Biguglia y Furiani. Tiene 11 km de longitud y unos 2,5 km de anchura, con una profundidad media de 1 m. Está unida al mar por un canal de 1,5 km al norte y al río Golo por otro canal al sur. En su entorno hay un humedal con arbustos y carrizales, junto con una zona agrícola de inundación con canales de riego al oeste. Hay numerosas aves acuáticas, entre ellas somormujos, cormoranes, patos, gansos y cisnes, reptiles como la tortuga mediterránea y mamíferos como el murciélago ratonero patudo. También hay anguilas.[37]

- Laguna de Palo (Étang de Palo). Pequeña laguna costera salina de 2,12 km2 en la costa este de Córcega, al norte del río Travo y al sur de Ghisonaccia, temporalmente conectada con el mar por un estrecho canal que se abre para regular la concentración de nutrientes y al mismo tiempo evitar la eutrofización. Es la cuarta laguna más grande de la isla; con su playa de arena y la vegetación circundante constituye un importante ecosistema. Alberga especies raras de plantas como Kosteletkya pentacarpos[38] y varios tipos de murciélagos, como el murciélago de bosque, el murciélago de cueva, el murciélago ratonero patudo y el murciélago ratonero pardo. Pertenece a la región de Prunelli-di-Fiumorbo.[39]

- Laguna de Urbino, en el este de Córcega. Con 790 ha es la segunda de la isla. Es una laguna marítima con una profundidad máxima de 9 m separada del mar Tirreno por un cordón litoral con dunas sobre las que crecen el enebro marítimo, la sabina negra y el pino marítimo. Se han catalogado 113 especies de aves, de las que 37 anidan en el lugar, como las especies raras en Córcega, pato colorado y tarro blanco, así como el pez endémico del norte del Mediterráneo Aphanius fasciatus.[40]

- Lagunas temporales de Tre Padule de Suartone, 218 ha, 41°28'N 09°13'59"E. En el extremo sur del departamento de Córcega del Sur, en la comuna de Bonifacio y a 10 km de esta localidad. La reserva es un humedal que protege cuatro lagunas temporales (padule en idioma local) situadas sobre la meseta granítica de Campucelli, y su entorno, con arroyos temporales, praderas húmedas, superficies rocosas, vegetación enana, etc.[41]

- Turbera de Moltifao, 33 ha,  42°28'51"N 09°09'12"E. Reserva natural forestal y área de protección de biotopo. Turbera activa al sudeste de la isla, en la divisoria de aguas del valle del Asco. Hay tres especies de Sphagnum y la orquídea Liparis loeselii, así como 9 especies de murciélago, entre ellos el murciélago ratonero grande, 4 de reptiles, entre ellos el galápago europeo, y 2 de anfibios, como la protegida salamandra de fuego corsa (Salamandra corsica).[42]

## Sitios Ramsar en ultramar

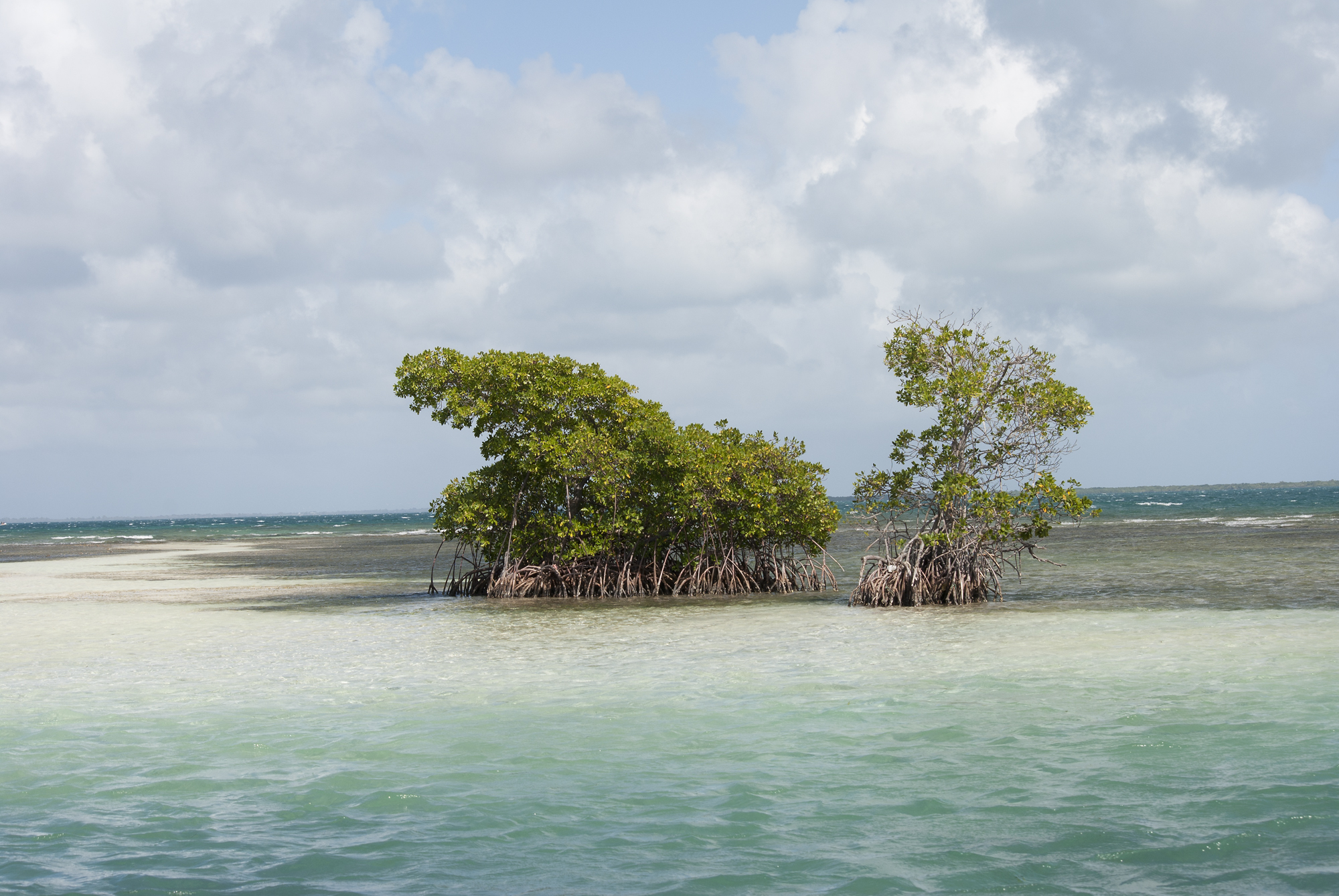
Manglar sobre un islote en el Grand Cul-de-sac marino del archipiélago de Guadalupe, en el Caribe.

- Bajo Mana, 590 km2, 05°40′N 53°47′W. El río Mana se encuentra en la comuna de Mana, en la Guayana francesa. Es una llanura con barras arenosas en la playa, pantanos de agua dulce, arcillas marinas, ciénagas, manglares vírgenes, bosques pantanosos y palmerales de azaí. Es notable la alternancia entre zonas erosionadas y amplios depósitos de lodos en una costa creciente. Es el hábitat de tortugas, aves migratorias y otras acuáticas que anidan aquí. La mayor parte es propiedad del estado, pero los indígenas kali'na (antiguos caribes) tiene derecho de uso.[43]

- Estuario del río Sinnamary. En la costa de la Guayana francesa, representa una combinación de llanuras mareales, planicies arenosas, manglares, pantanos de agua dulce y áreas inundables estacionales que se extienden hasta el delta del río Sinnamary. Es el hábitat preferido del manatí antillano y una importante zona de migración de las aves. En invierno, alberga hasta 1 millón de correlimos semipalmeado. Acoge también a la tortuga verde, al caimán enano y al caimán de anteojos.[44]

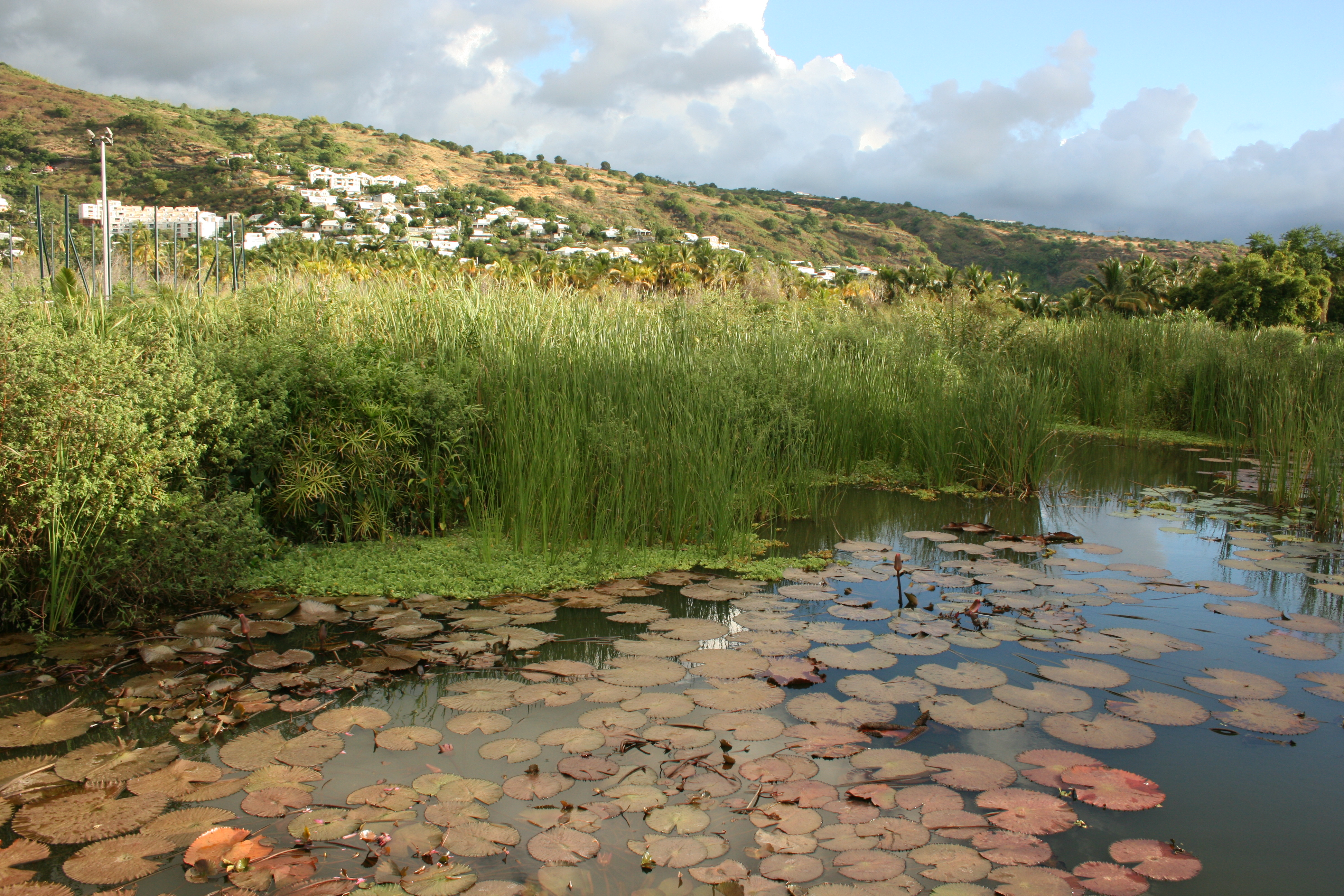
La laguna de Saint Paul desde el puente de los ingleses.

- Laguna de Saint Paul (Étang de Saint-Paul), 485 ha, 20°59'59"S 55°17'30"E. Laguna costera de 4,15 km2 en el noroeste de la isla de Reunión, en la comuna de Saint Paul, separado de la ciudad de cien mil habitantes por la carretera principal de la isla (Chaussée Royale). La ciudad separa la laguna de la bahía de Saint Paul. El humedal se encuentra en una llanura aluvial que sufre intrusiones de agua salada subterránea, que se mezcla con el agua dulce, dando lugar a zonas de agua salobre. Hay aves acuáticas, como la polla de agua y la garza real. Está amenazada por la actividad humana.[45]

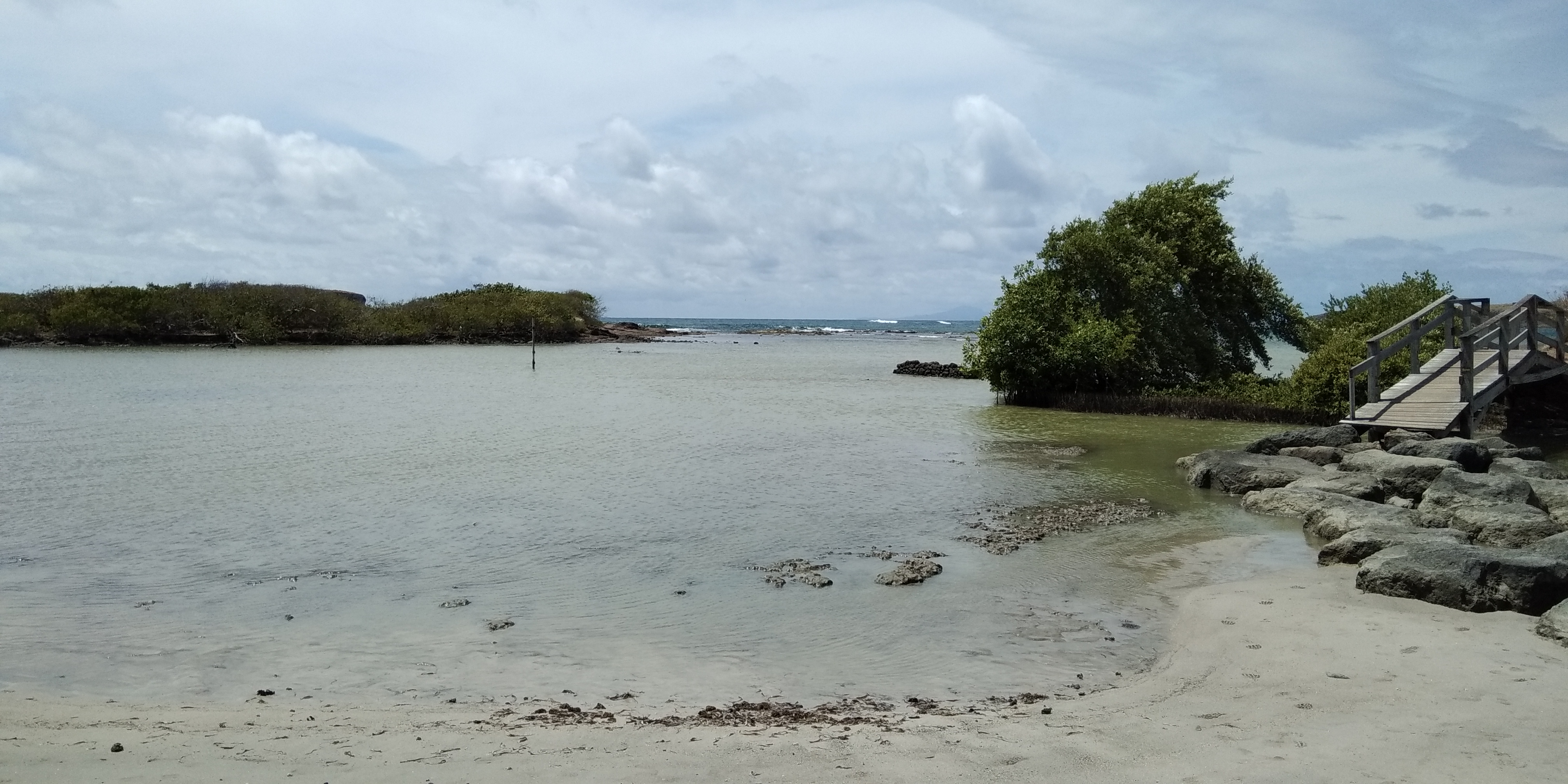
Desembocadura del lago de las Salinas, en la playa de Anse à Prunes.

- Laguna de Salines, 207 ha, laguna costera en el sur de Martinica, en el archipiélago de las Antillas Menores en el límite del canal de Santa Lucía. El agua entra en la laguna desde el océano Atlántico y el mar Caribe. Representa la última parada de muchas aves que vienen de Norteamérica antes de cruzar el canal de Santa Lucía, que separa las islas de Martinica y Santa Lucía y conecta el océano Atlántico con el mar Caribe. La zona posee manglares, que alimentan a un gran número de invertebrados y otras especies marinas, y también contiene salinas que se explotaron entre los siglos XVIII y XX. El turismo, debido a una de las playas más visitadas de la Martinica, es una amenaza.[46]

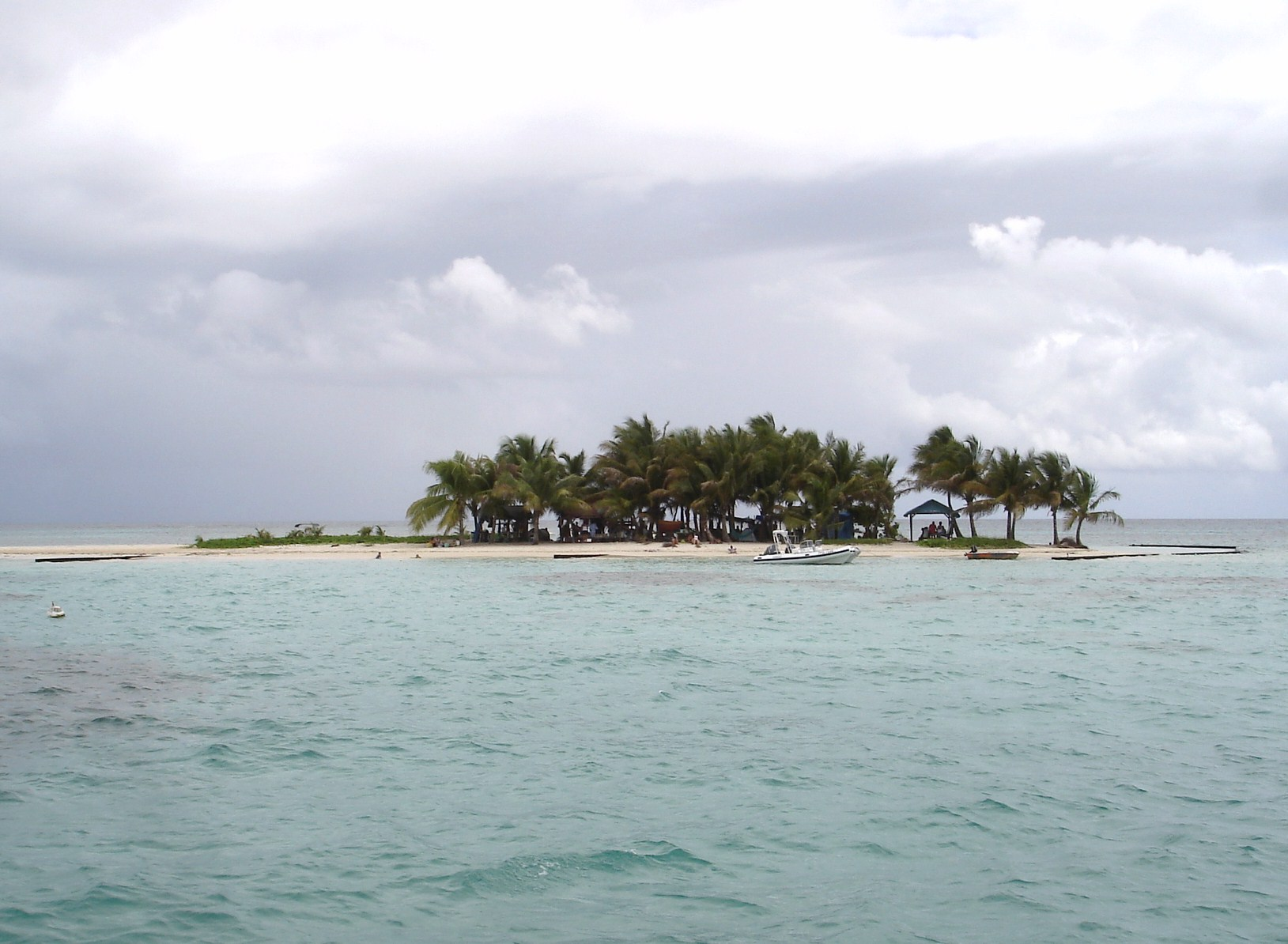
Islote Caret en el Grand Cul-de-Sac marino de Guadalupe

- Grand Cul-de-sac marino de Guadalupe, 295 km2, 16°19'26"N 61°35'27"W. Es una bahía de la isla de Guadalupe que tiene 150 km2 y es reserva natural además de sitio Ramsar. Se halla entre las islas de Basse Terre y Grand Terre, que están unidas por un istmo. Es una bahía poco profunda (2 a 5 metros), sembrada de islotes y rodeada por manglares, bosques pantanosos y ciénagas herbáceas con más de 50 km2. Una barrera de coral cierra del todo la bahía, empieza a 5 km al norte de Sainte-Rose y se extiende 14 km hacia el este hasta Vieux-Bourg, pasando por los islotes Caret y Fajou. Un brazo de mar, el Río Salado, marca la separación entre Basse Terre y Grand Terre y une el Grand Cul-de-Sac con el Petit Cul-de-Sac que forma la bahía de Pointe-à-Pitre. Desde 2016 se intenta reintroducir los manatíes. En la costa hay marismas salinas, praderas húmedas, ciénagas, bosques pantanosos de agua dulce y lo más importante, manglares. Hay unas 261 especies de peces.[47]

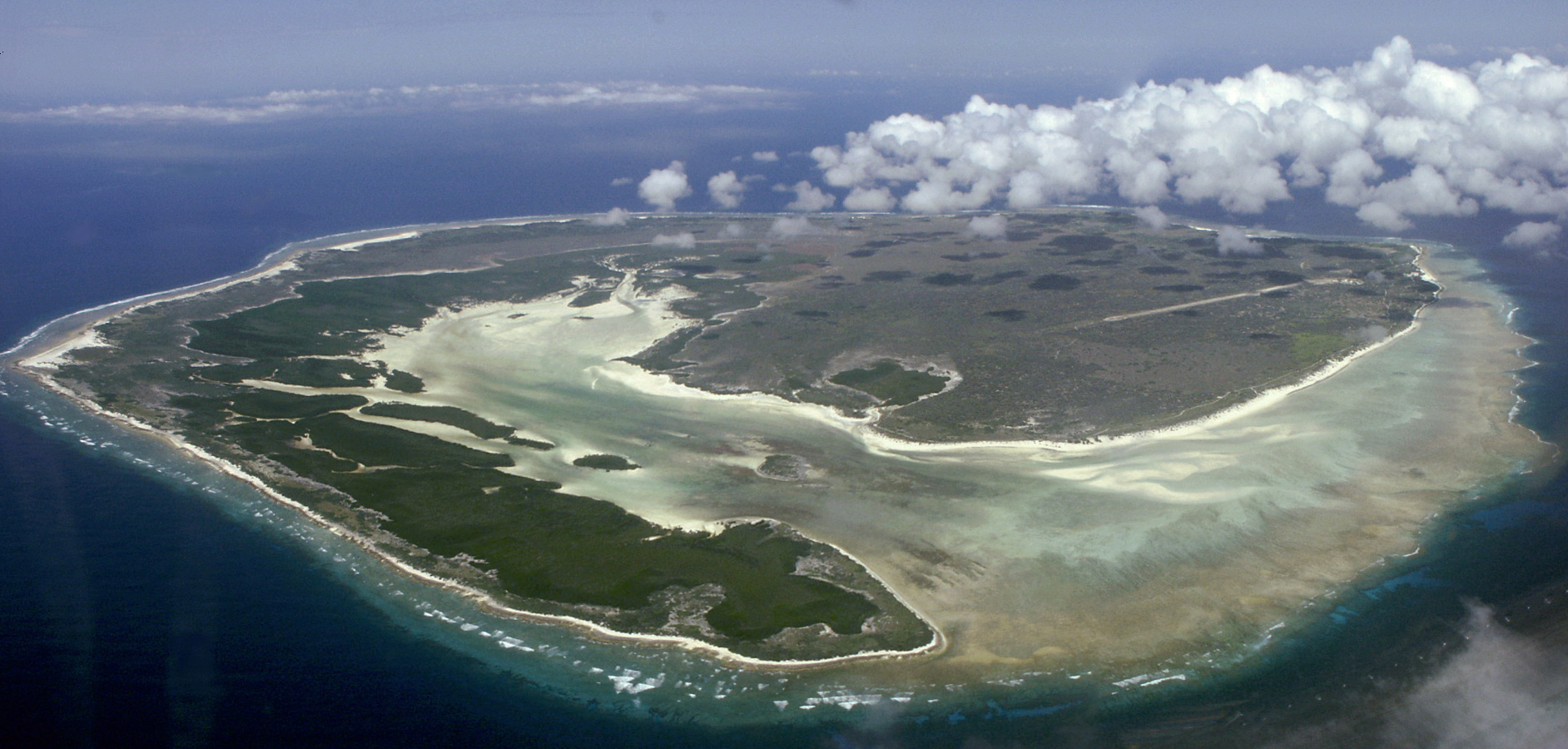
Isla Europa

- Isla Europa, isla tropical de 28 km² de superficie, ubicada en el canal de Mozambique, aproximadamente a mitad de camino entre Madagascar y Mozambique a 22°20′S, 40°22′E. Posee 22,2 km de litoral pero no cuenta con puertos. Desde 2007, forma parte, con una serie de islas conocidas como islas Dispersas del Océano Índico de las Tierras Australes y Antárticas Francesas, aunque es reclamada por Madagascar. Es una zona de importancia para las aves (IBA). De origen coralino, tiene una laguna central rodeada de manglares. La isla está rodeada por una franja de arrecifes interrumpida por playas de arena que forman uno de los lugares de puesta más importantes para la tortuga verde. Es el hábitat de la garcilla malgache y de los endémicos pardela Puffinus lhermiieri bailloni y charrán Sterna fuscata nubilosa, y en sus aguas se encuentran el rorcual común y el tiburón martillo común.[48]

- Laguna de Moorea, 50 km2, 17°30'S 149°49'59"W. En la Polinesia francesa. Ecosistema de arrecifes de coral en las aguas tropicales del archipiélago de la Sociedad, al oeste de Tahití, que también incluye playas, aguas marinas poco profundas permanentes y lagunas saladas. El arrecife de coral es uno de los mejor conocidos del mundo, alberga corales, esponjas, moluscos, crustáceos y una gran proliferación de peces. Entre las aves acuáticas, el petrel de Tahití, la pardela del Pacífico y la pardela tropical anidan aquí.[49]

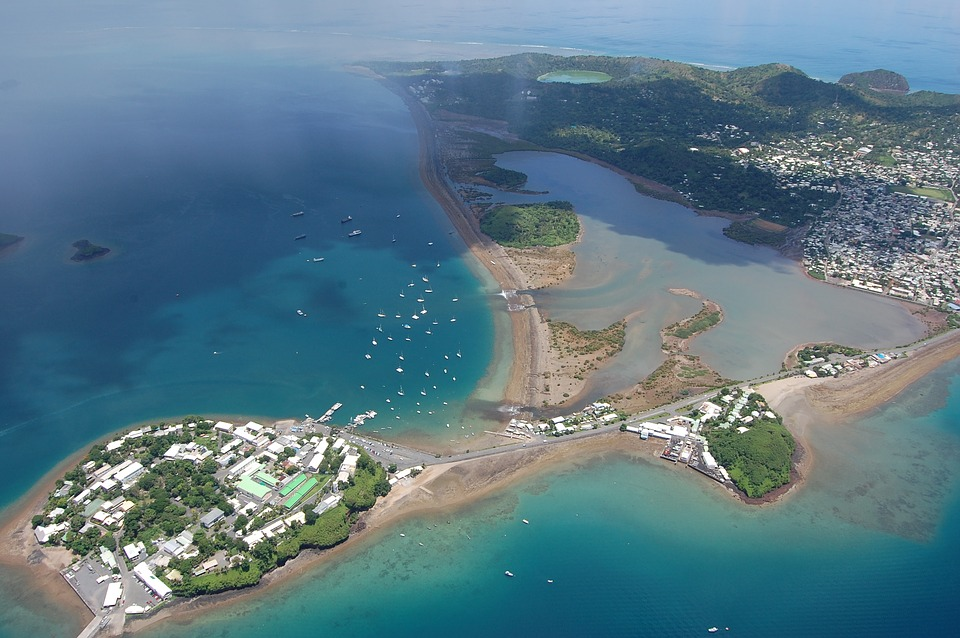
El rocher (roquedo) de Dzaoudzi, el Boulevard des Crabes, la vasière o llanura de marea des Badamiers y el principio de Petite-Terre, en Mayotte.

- La Vasière des Badamiers, 115 ha, en 3l archipiélago Mayotte, ubicado entre el Canal de Mozambique y el océano Índico. Vasière, en francés, es una llanura de marea, el humedal que aparece cuando se retira la marea. Mayotte es la más antigua de las cuatro islas del archipiélago de las Comoras, 295 km al oeste de Madagascar. Está formado por varias islas e islotes cubiertos de vegetación. Las dos islas más grandes son Grande-Terre y Petite-Terre o Pamanzi, adosadas a una barrera de coral que rodea un inmenso lago de 1100 km2. En la isla de  Pamanzi, se encuentra la laguna (la vasière en este caso) de Badamiers, una laguna que alberga un importante manglar y que se inunda con marea alta, pero permanece aislada con marea baja. Alberga diversas especies de algas y es sitio de acogida de aves marinas, así como la tortuga verde. Es importante para la migración del charrán bengalí y por la presencia de especies endémicas de las Comoras, como la garza malgache y la araña Idioctis intertidalis. Al estar junto a la ciudad de Dzaoudzi, está amenazada por los vertidos urbanos.[50]

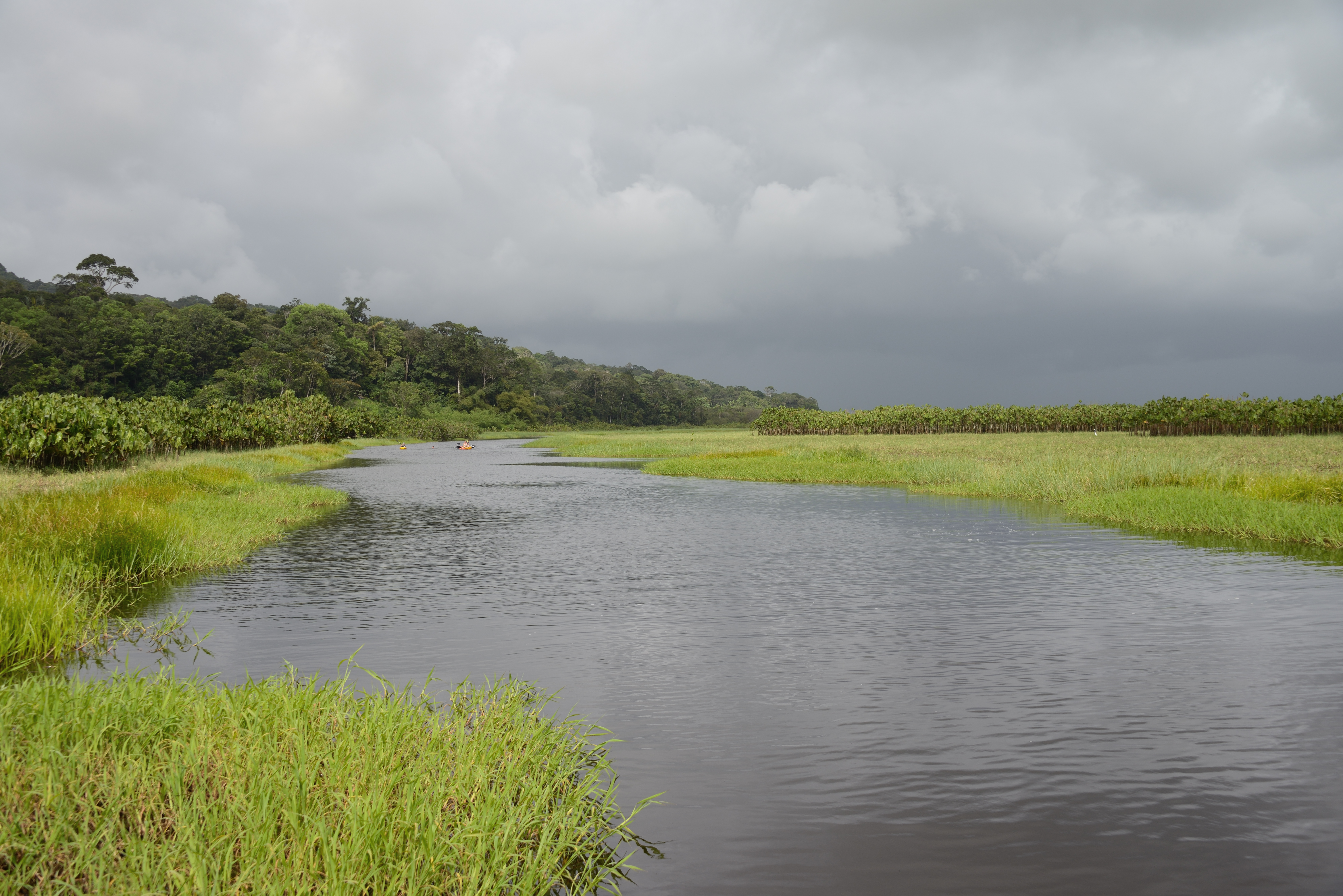
Río Kaw en las marismas de Kaw

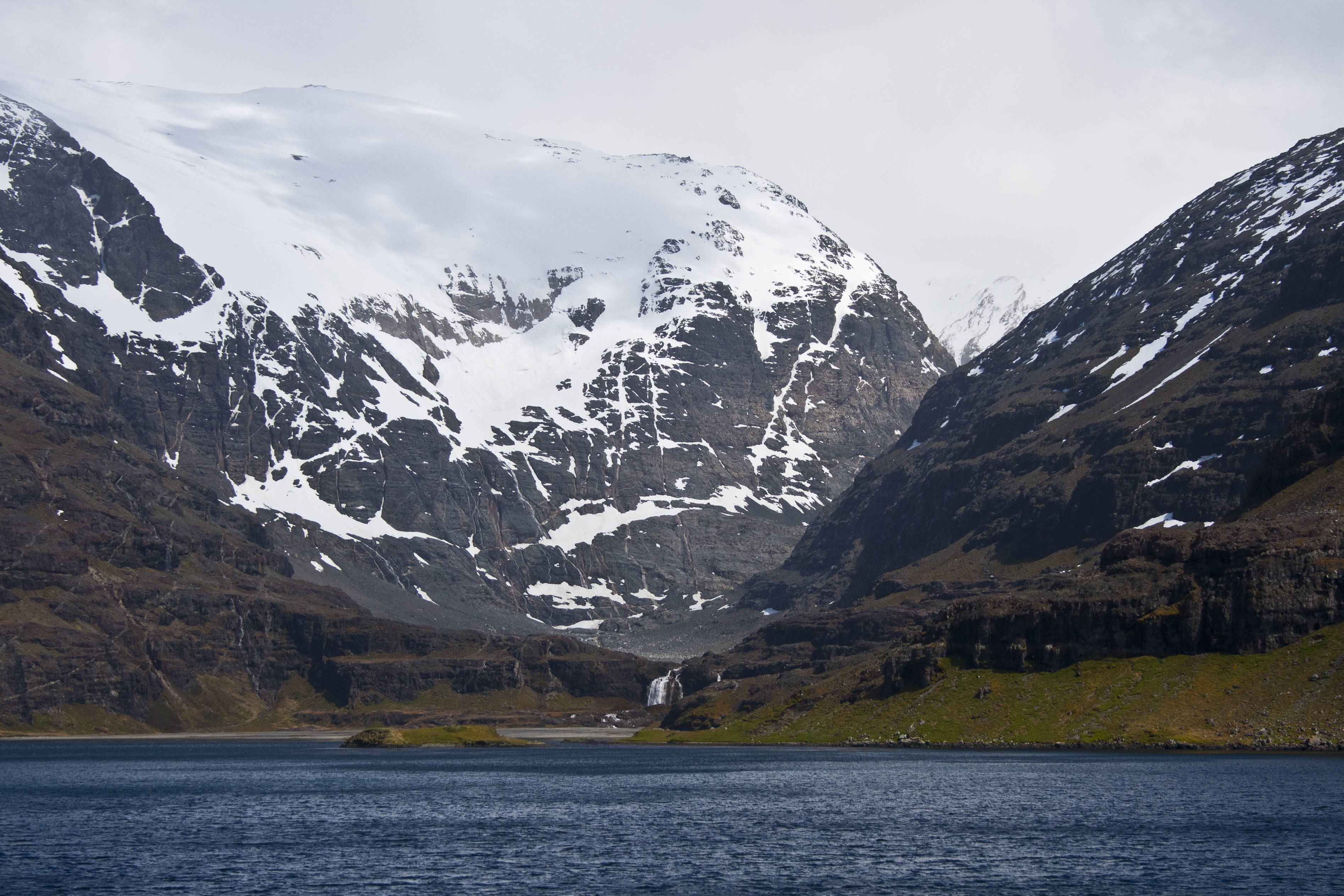
Península de la Sociedad Geográfica desde la bahía del Francés, en las islas Kerguelen, parte de las Tierras australes Francesas.

- Reserva natural nacional de las marismas de Kaw, en Guayana, 1370 km2, 04°39′N 52°05′W. Es el humedal más grande de Francia, unos 90 km al sudeste de Cayenne en las comunas de Roura y de Régina. Engloba la pequeña ciudad de Kaw y una parte del litoral. Es un vasto pantano, con amplias marismas colonizadas por manglares y bosques pantanosos atravesados por pequeños ríos y con algunas lagunas. Por su continuidad con la cuenca amazónica posee una elevada biodiversidad. La ciudad de Kaw es acesible únicamente por las marismas, en canoa, y tiene un centenar de habitantes. Las marismas están cubiertas de ciperáceas y una hierba llamada arracacho. El agua llega por la pequeña bahía de Angélique, y el río Kaw. Entre la flora destacan las plantas carnívoras del género Utricularia y los jacintos de agua. Entre los animales, el caimán o jacaré negro, el ibis rojo, el raro hoazin y mamíferos como el capibara, el manatí, la nutria gigante, el lobito de río, el jaguar, el mono aullador, el mono araña, el mono ardilla y el tapir, además de cuatro especies de caimanes, 74 de anfibios, 193 de reptiles y unas 535 de aves.[51]

- Reserva natural nacional de las tierras australes francesas, 23.372 km2, con el centro en 48°57′S 67°17′E. Patrimonio mundial de la Unesco. Las Tierras australes francesas ocupan una superficie de 672.969 km2. La reserva natural protege el conjunto terrestre y una parte del espacio marino de los tres distritos subantárticos (en el extremo sur de los océanos pero más al norte que la latitud 60oS), el archipiélago de Crozet, el archipiélago de las Kerguelen y las islas de Saint Paul y Nueva Ámsterdam. En diciembre de 2021, la reserva se amplió para cubrir 16 620 km² de áreas marinas y 6600 km² de zonas terrestres. Las islas están separadas por una amplia zona marítima y tienen una gran variedad de tipos de humedales en las costas, turberas, ciénagas, lagos, roquedos, estuarios y fiordos. Hay numerosas especies endémicas, como el pato de Eaton y la subespecie de Crozet (Anas eatoni drygalskii), así como el amenazado albatros de Ámsterdam. Entre los mamíferos marinos figuran el elefante marino del sur y el león marino subantártico.[52][53]

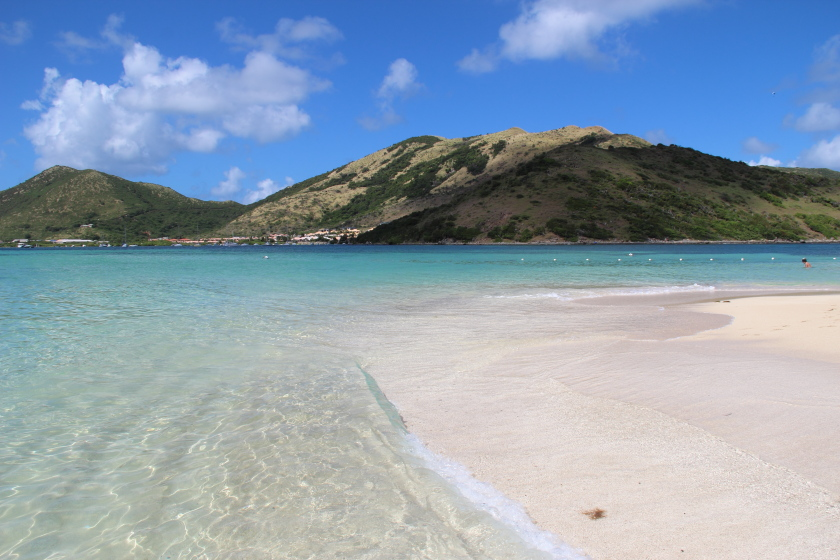
Isla Pinel, en la Reserva natural nacional de San Martín, en las Antillas.

- Humedales y marismas de Saint Martin, en las Antillas, 30 km2, 18°04′N 63°04′W. En el nordeste de la parte francesa de la isla de San Martin, cuya mitad sur es el país de San Martín, perteneciente al Reino de los Países Bajos. La parte marina de la reserva, de 29 km2, se extiende entre las islas de Anguilla, San Martín y Saint-Barthélemy. La parte terrestre ocupa 154 ha a lo largo de 11 km de línea costera y 198 ha de humedales repartidos por la isla, así como otras islas cercanas, como los islotes Créole y Anse Marcel y las islas Pinel, Tintamarre, Petite Clef y Cayo verde. El conjunto comprende aguas marinas poco profundas, praderas marinas, arrecifes de coral, bosques litorales, lagunas y una red de 14 charcas dispersas por la zona francesa de la isla, con unas 85 especies de aves. En la costa hay tres especies de tortugas, entre ellas la mayor tortuga marina, Dermochelys coriacea, de hasta 600 kilos. Hay más de cien especies de peces y es importante en las migraciones.[54] En Pinel, se ha construido un sendero submarino para descubrir el ecosistema.[55] La zona es visitada por delfines y ballenas.[56]

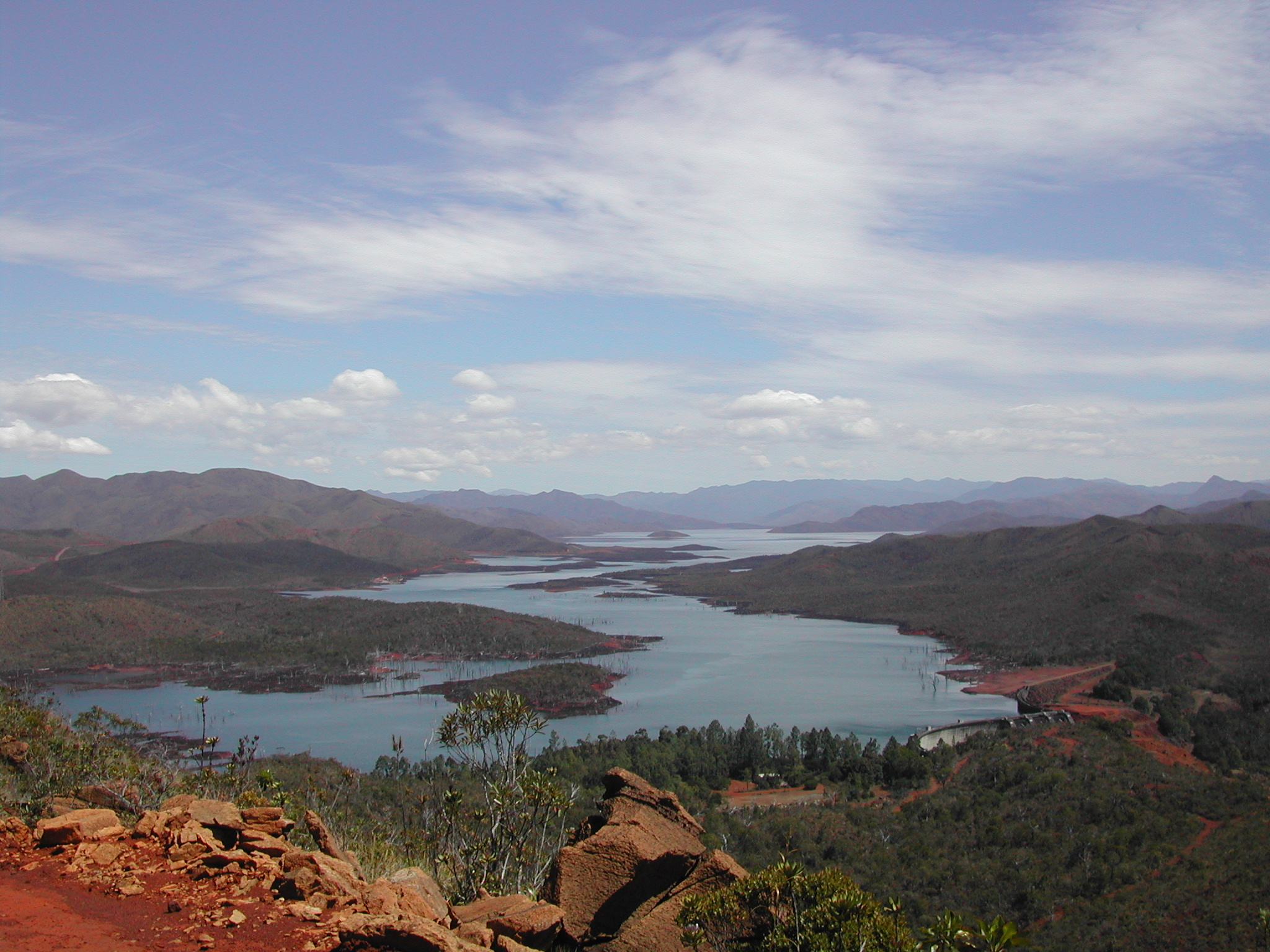
Lago de Yaté, en el sur de Nueva Caledonia.

- Lagos del Gran Sur de Nueva Caledonia, 439 km2, 22°09'19"S 166°46'06"E. En la Provincia Sur, en Nueva Caledonia, en Oceanía. Esta reserva natural, la mayor de agua dulce de Nueva Caledonia, se halla en la región de los lagos, en la Provincia Sur de Grande Terre, la isla principal. El sitio está dominado por la vegetación, con tres humedales cubiertos de árboles, ciénagas arbustivas, ríos permanentes y estacionales, arroyos y lagos, incluyendo un embalse, el lago de Yaté, que tiene 40 km2 y es conocido por la abundancia de perca americana. El bosque pertenece a la ecorregión selvas tropicales de Nueva Caledonia, con clima tropical y lluvias abundantes, con 43 especies endémicas de gimnospermas, incluyendo la única gimnosperma parásita conocida, Parasitaxus usta, 13 especies endémicas de Araucaria y el helecho más grande del mundo, Cyathea intermedia, de hasta 35 m de altura.[57][58][59]